# Alfred T. Palmer
Alfred T. Palmer (17. března 1906 San José, Kalifornie – 31. ledna 1993) byl americký filmař a válečný fotograf.

## Životopis
Od roku 1941 do roku 1943 sloužil pro americkou vládu během druhé světové války při poskytování veřejných informačních služeb. Byl členem agentury Farm Security Administration, která pomocí plakátů pracovala na podpoře vlastenectví, varovala cizí vyzvědače a pokoušela se získat ženy, aby pracovaly pro válku. Agentura měla také pobočku v zahraničí. Fotografové zaměstnaní v této společnosti vytvořili přibližně 1600 barevných fotografií, které zachycují život ve Spojených státech, včetně Portorika a Panenských ostrovů. Společnost FSA byla vytvořena v USA v roce 1935 v rámci New Deal. Jejím úkolem bylo v krizi pomáhat proti americké venkovské chudobě. FSA podporovalo skupování okrajových pozemků, práci na velkých pozemcích s moderními stroji a kolektivizaci. Se vstupem USA do druhé světové války však nastala změna: projekt FSA dostal jiné jméno – Office of War Information (OWI) – a také jiný program. Ve válce musela propaganda ukazovat, jak jsou Spojené státy silné a ne jaké mají potíže. V roce 1948, kdy FSA zanikla, byla dokonce snaha pořízené dokumenty zničit, aby nemohly být použity pro komunistickou propagandu.
Alfred T. Palmer se specializoval na portréty mužů a žen při práci v průmyslu. Používal přirozené osvětlení, při kterých se zaměřil na osobu v jejím prostředí – někdy vznikaly až extrémní kontrasty.

## Galerie

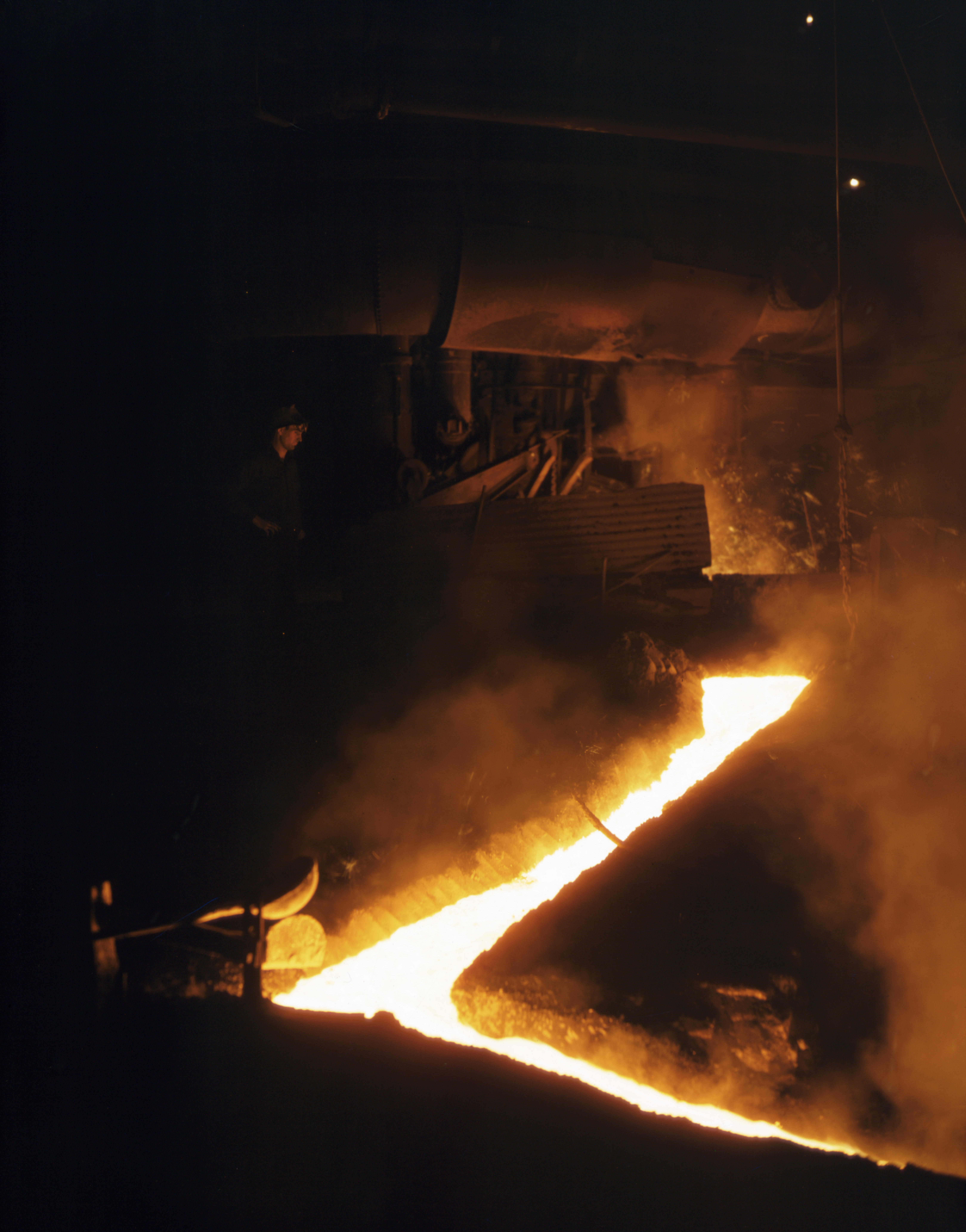
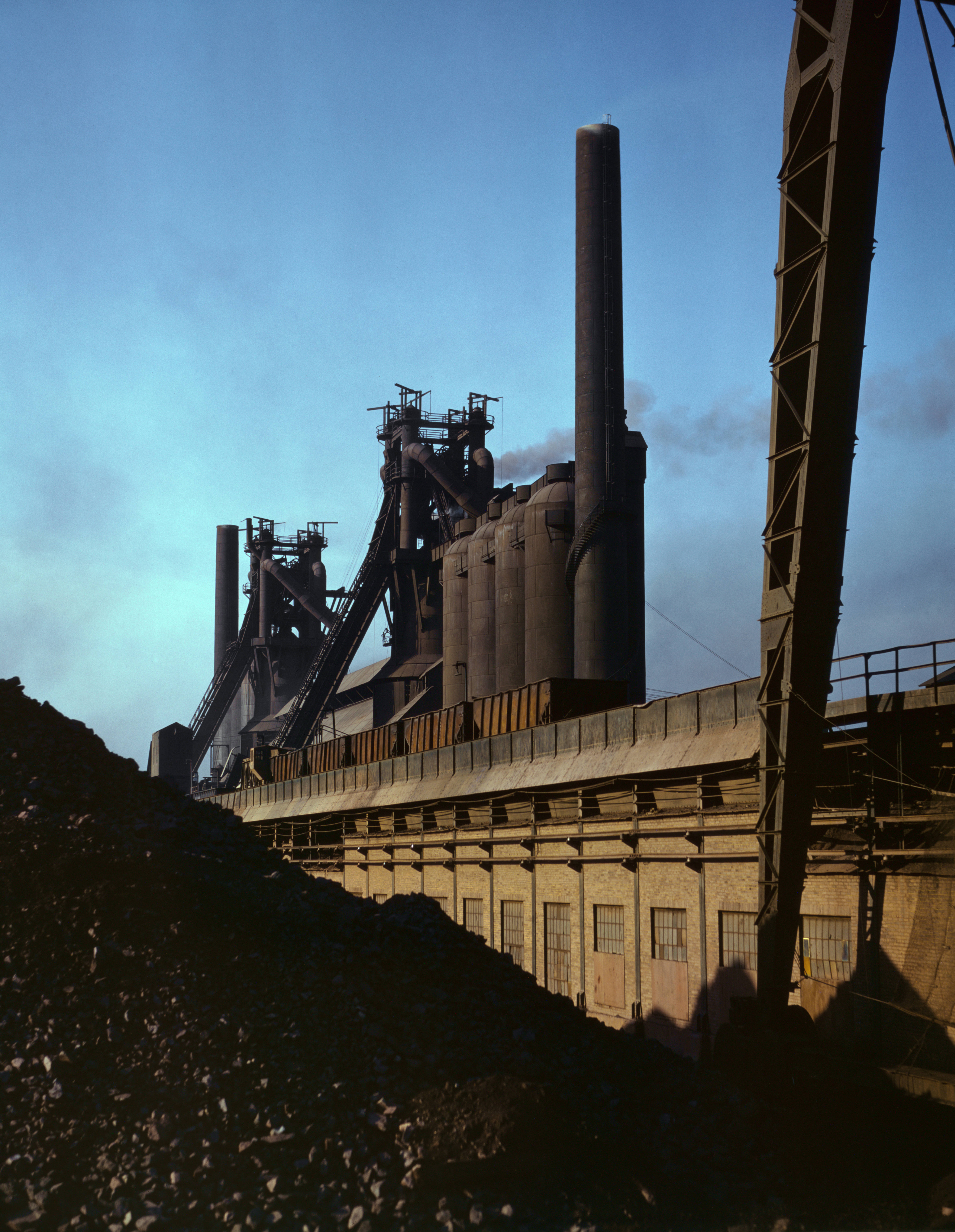
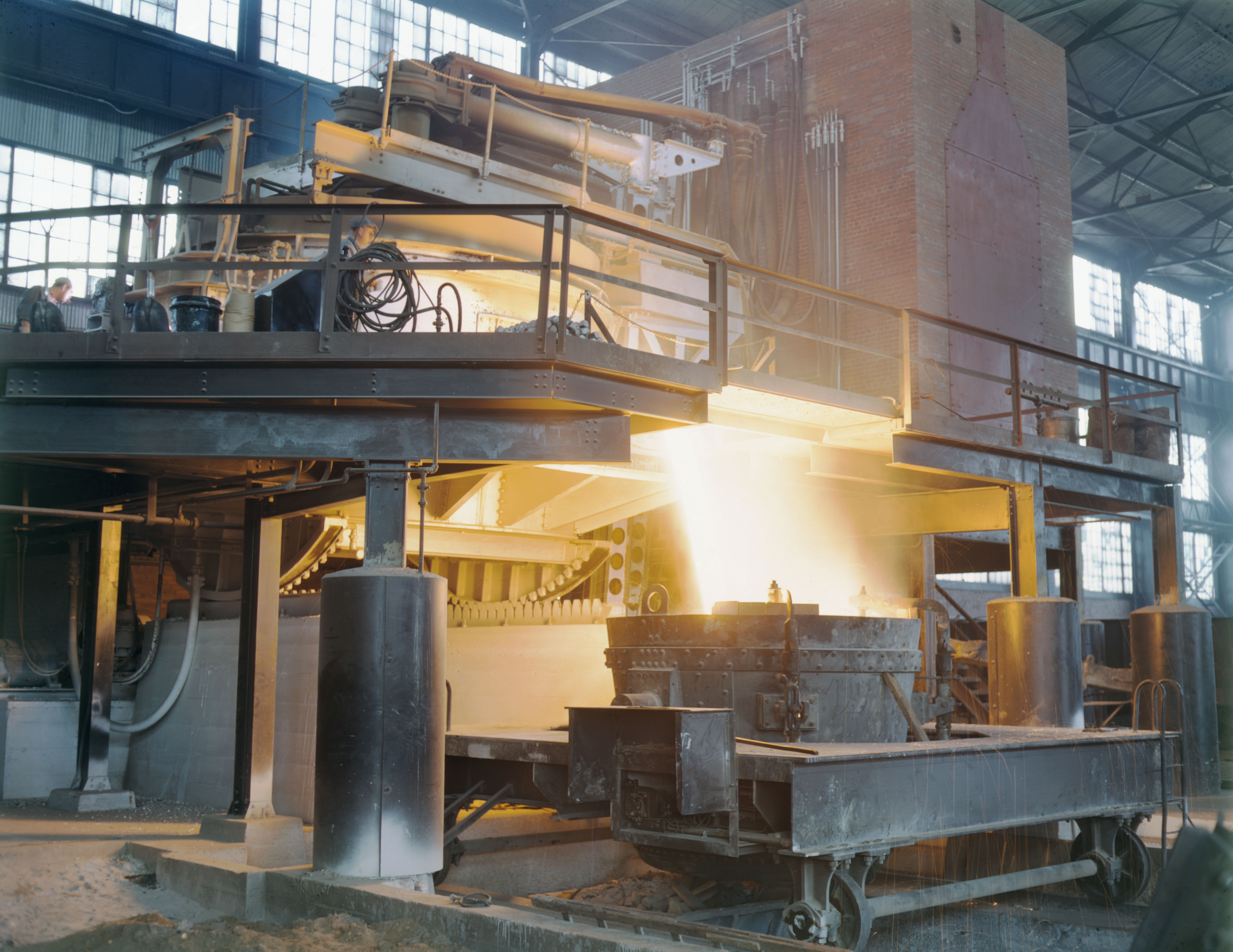
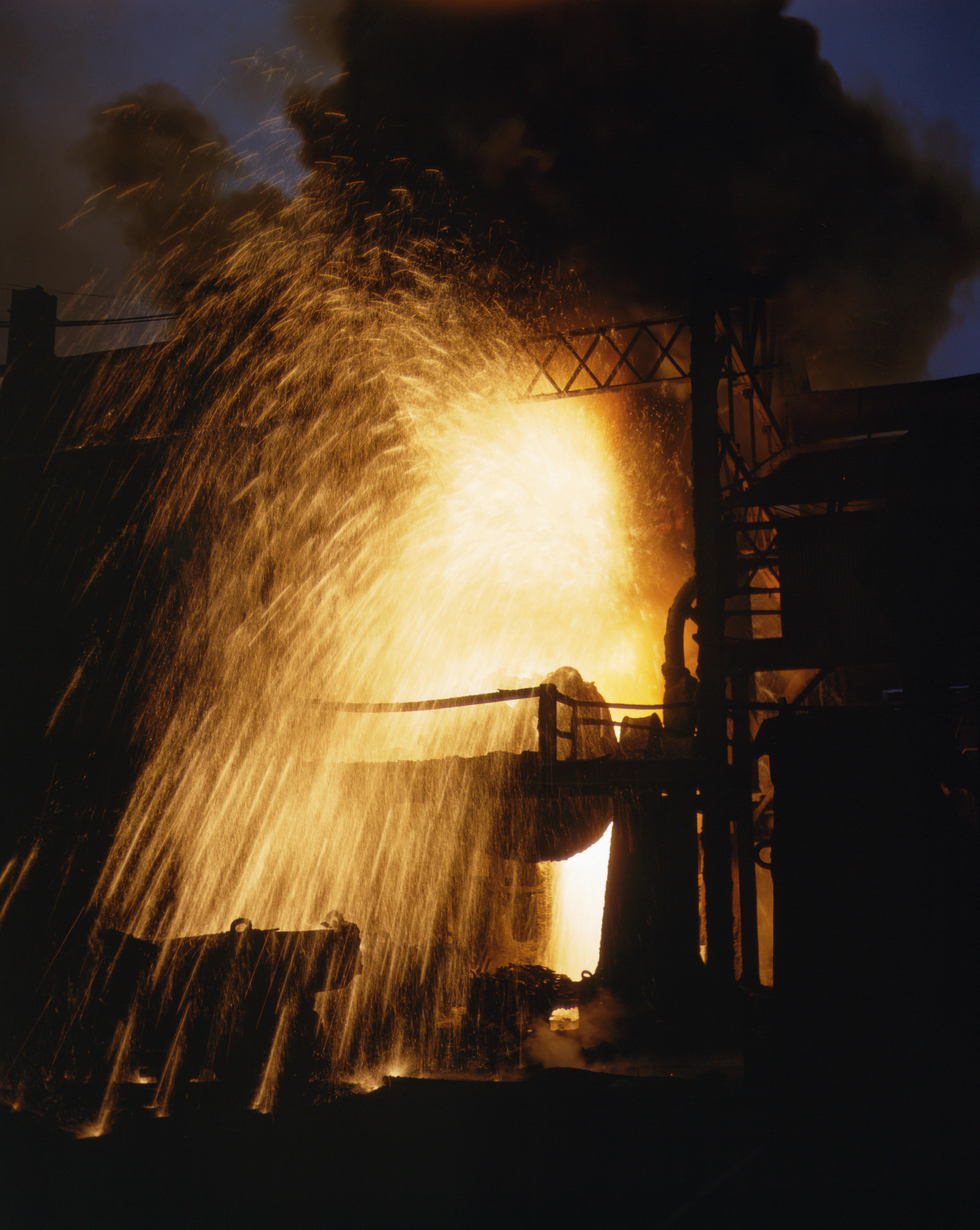
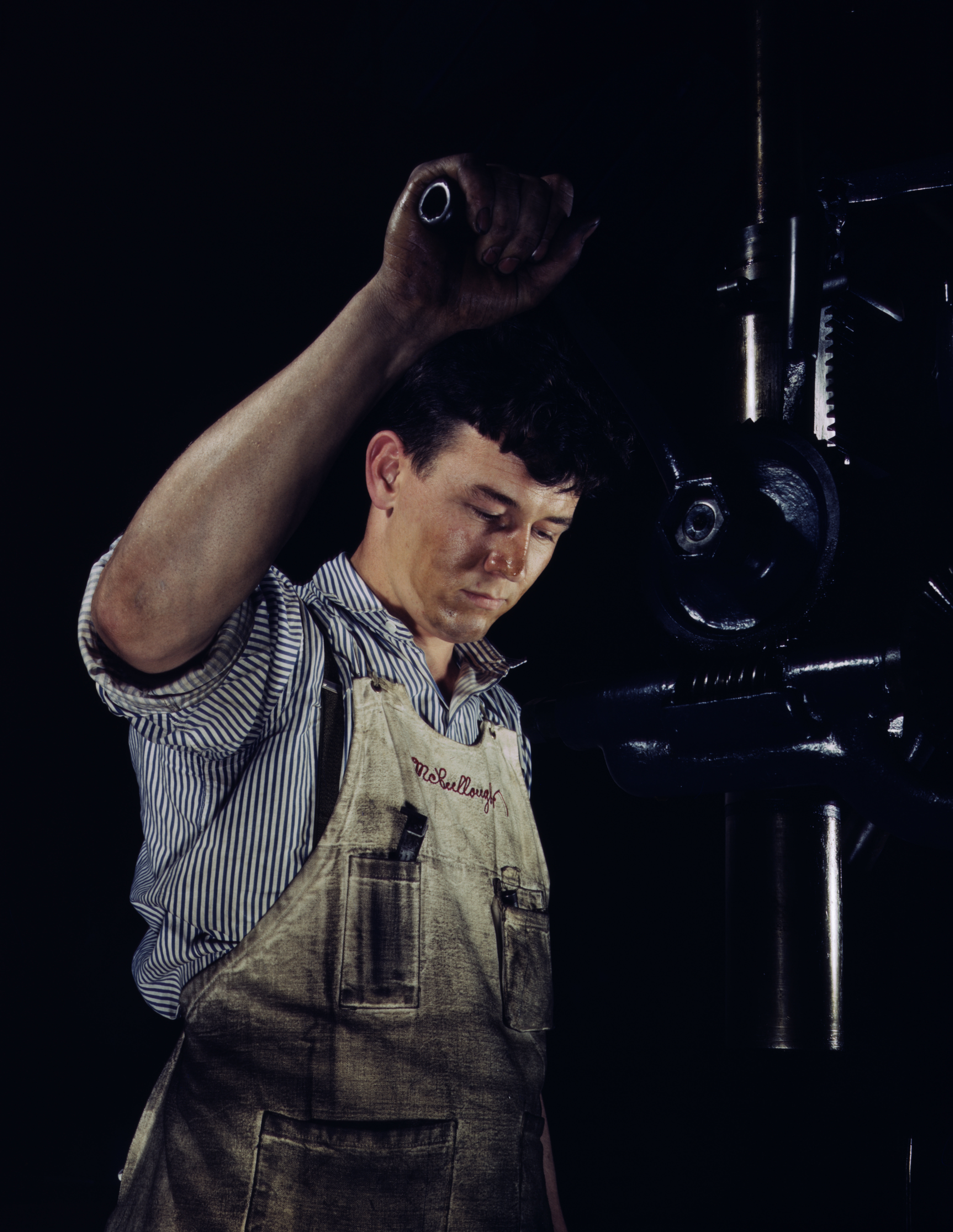
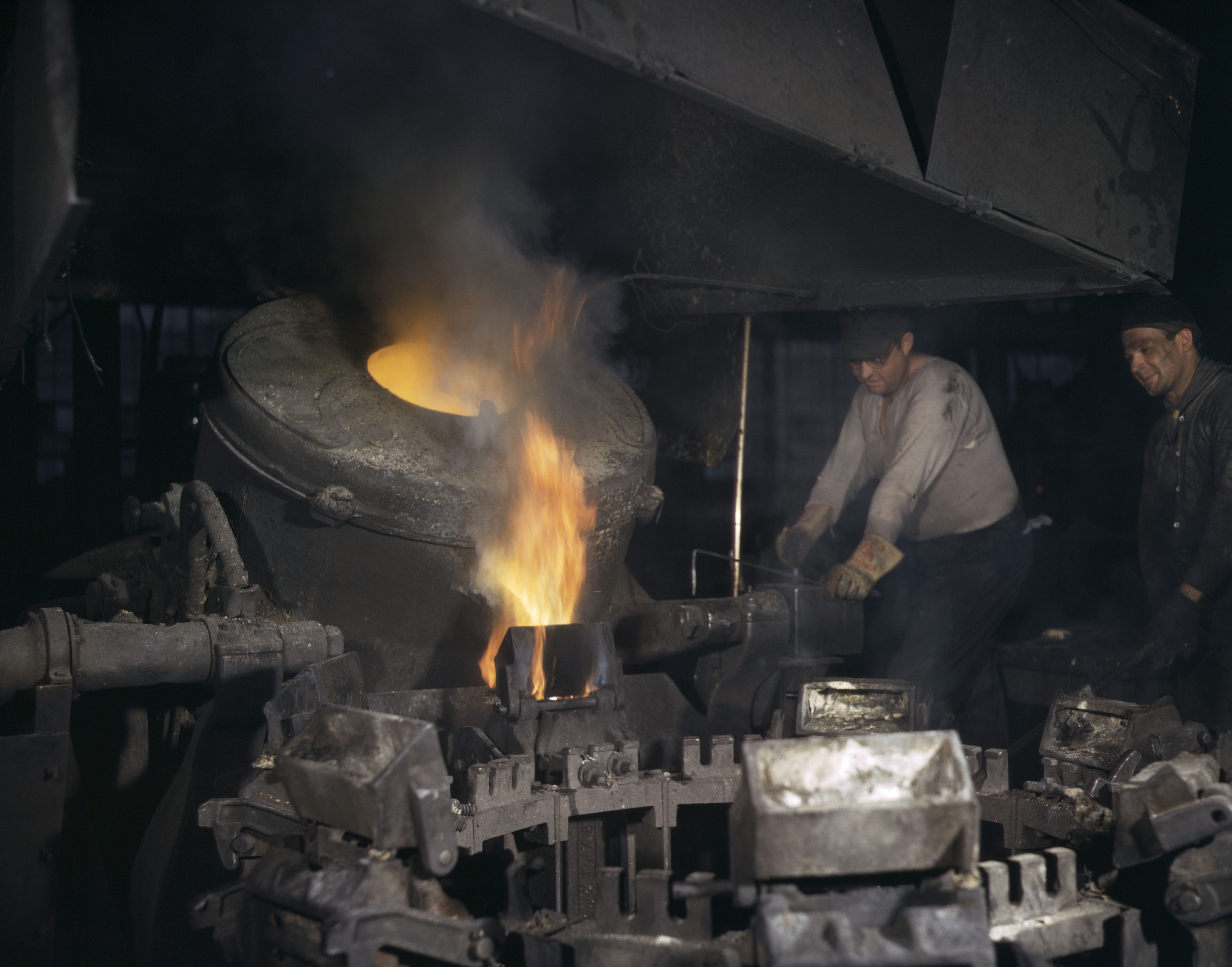
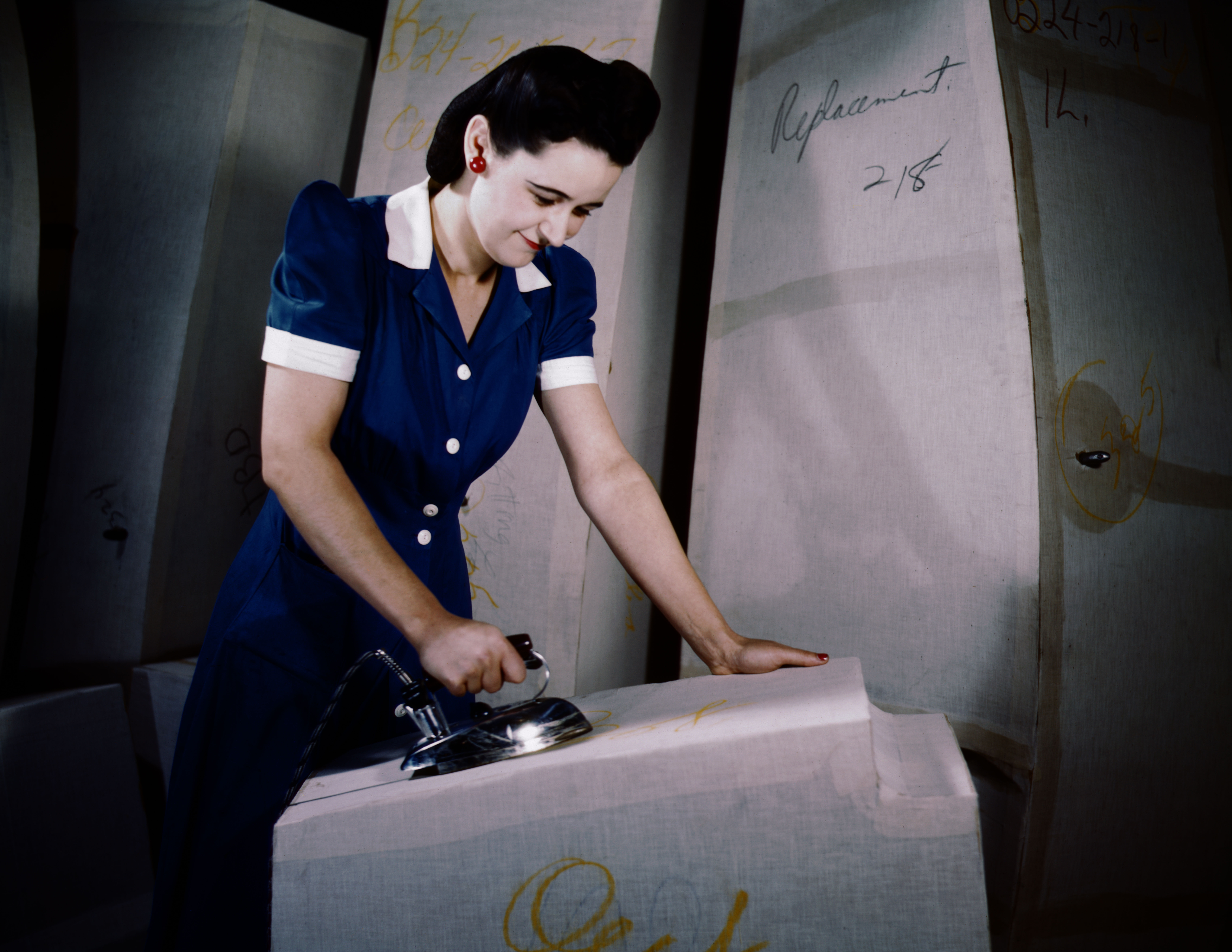
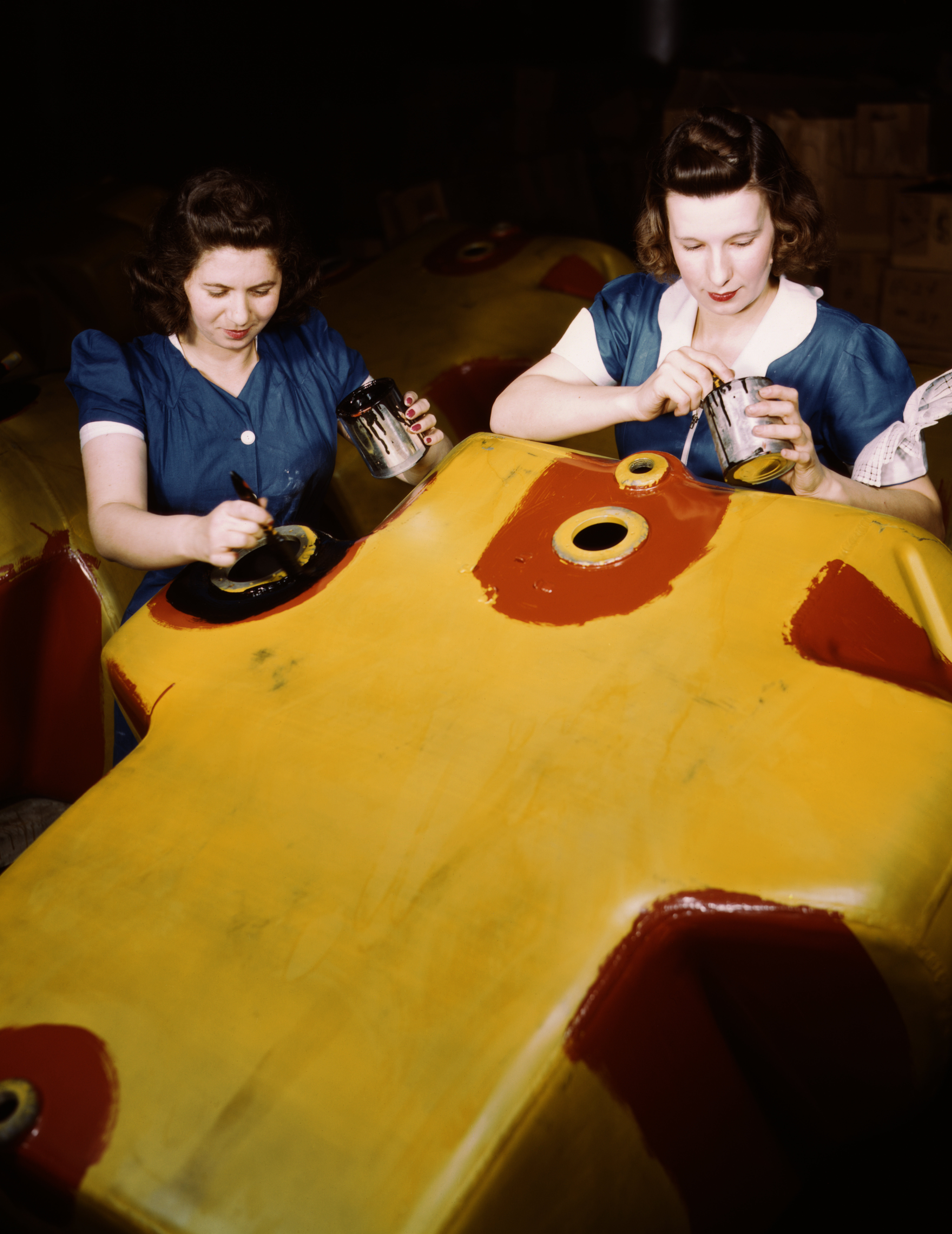
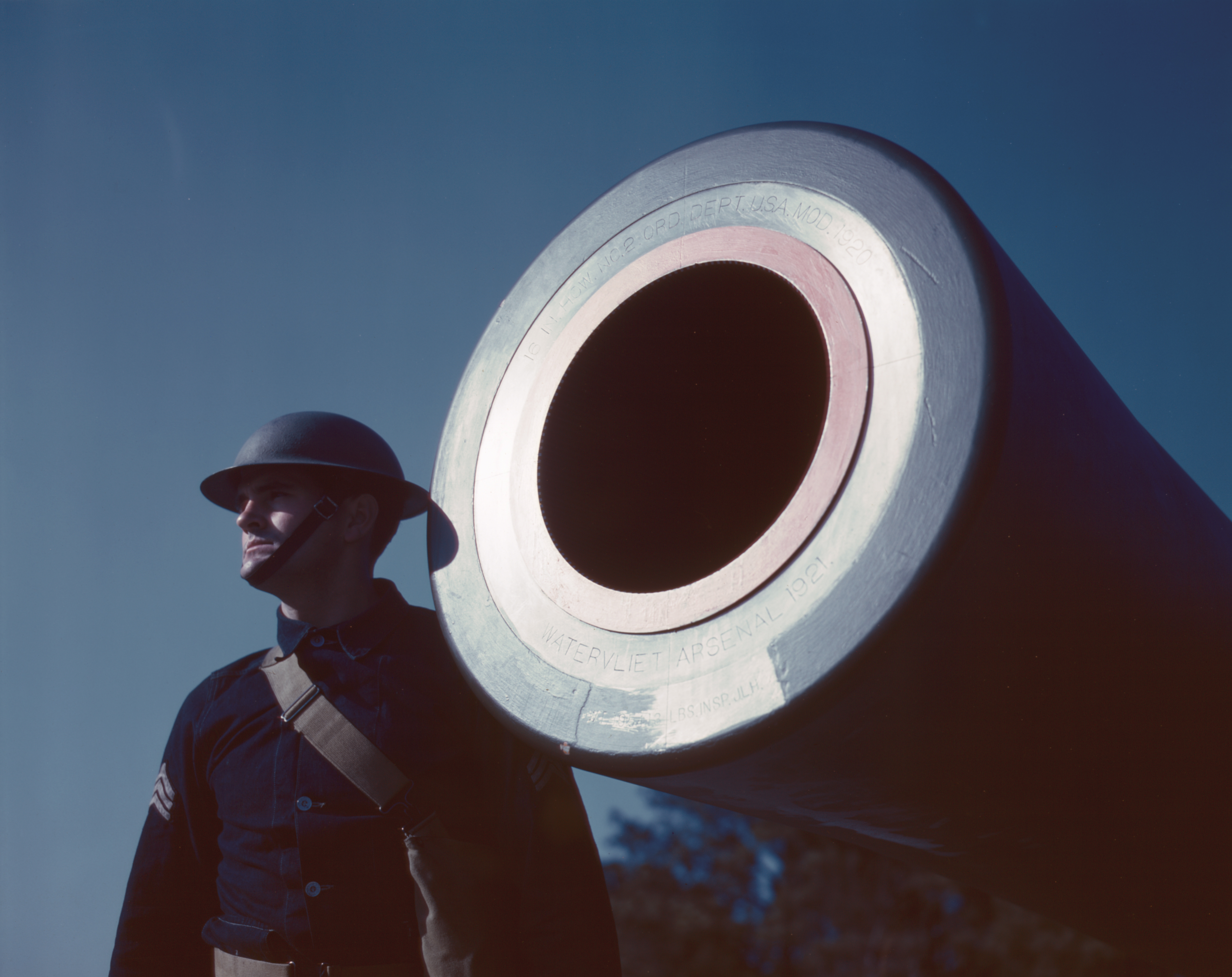
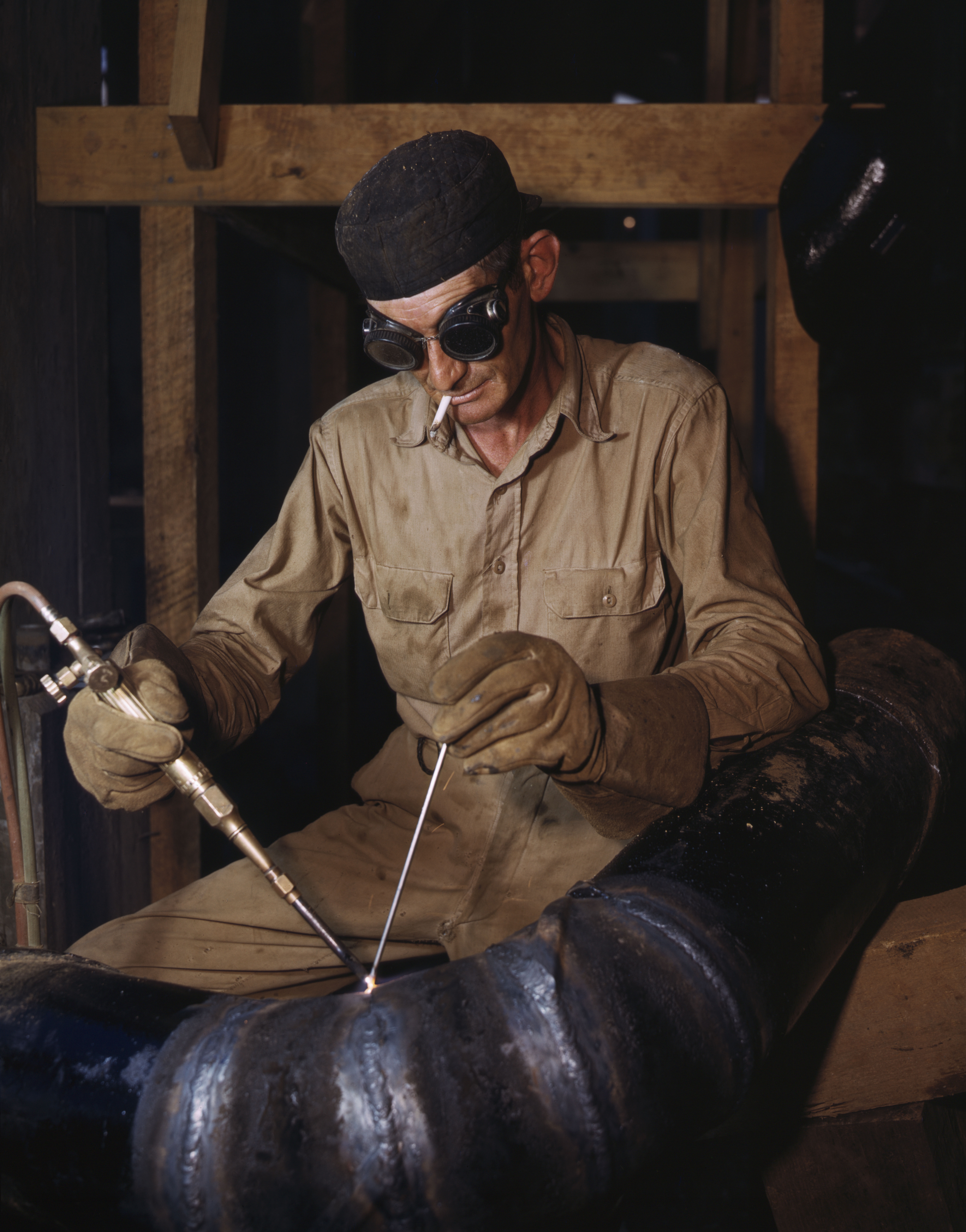
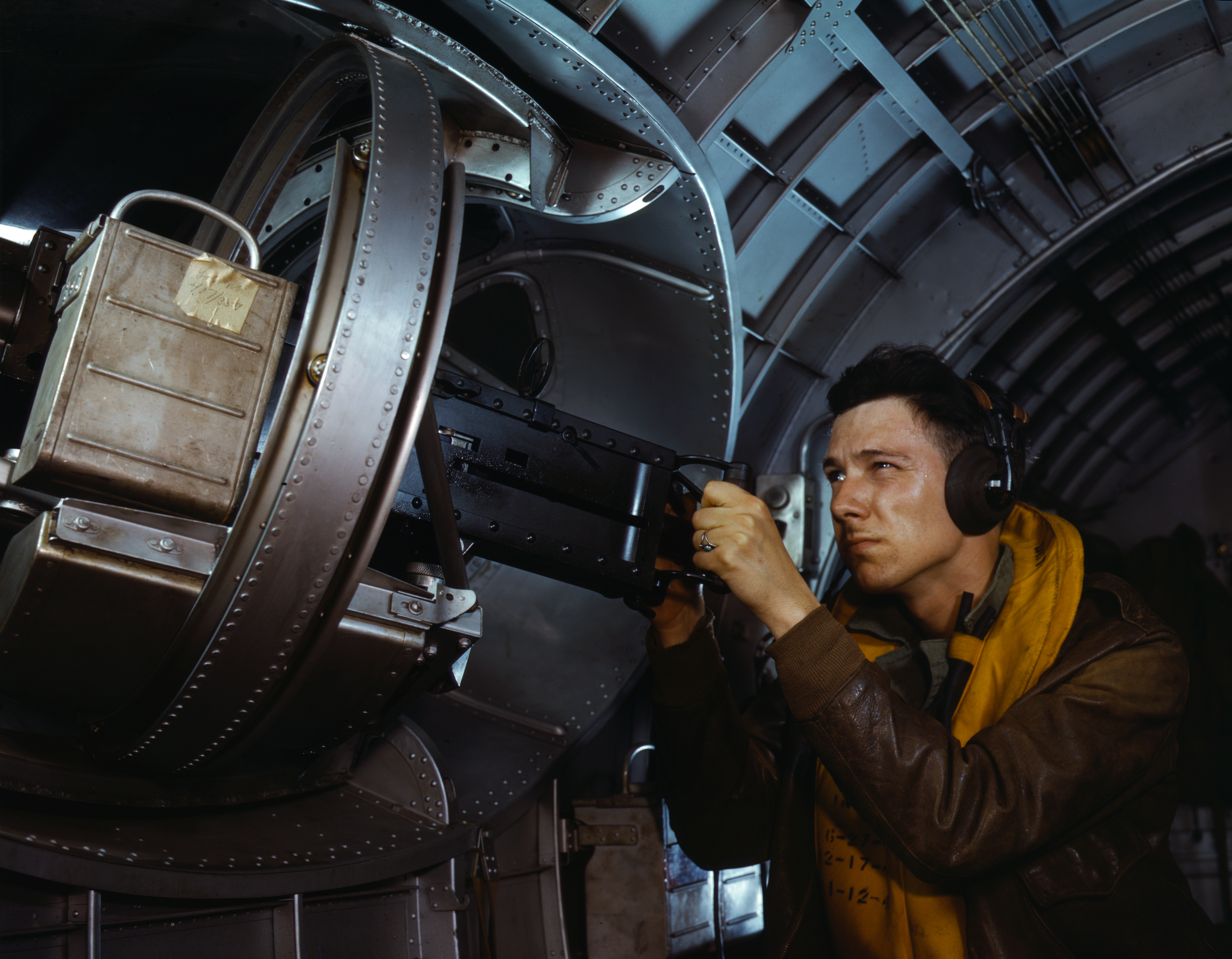
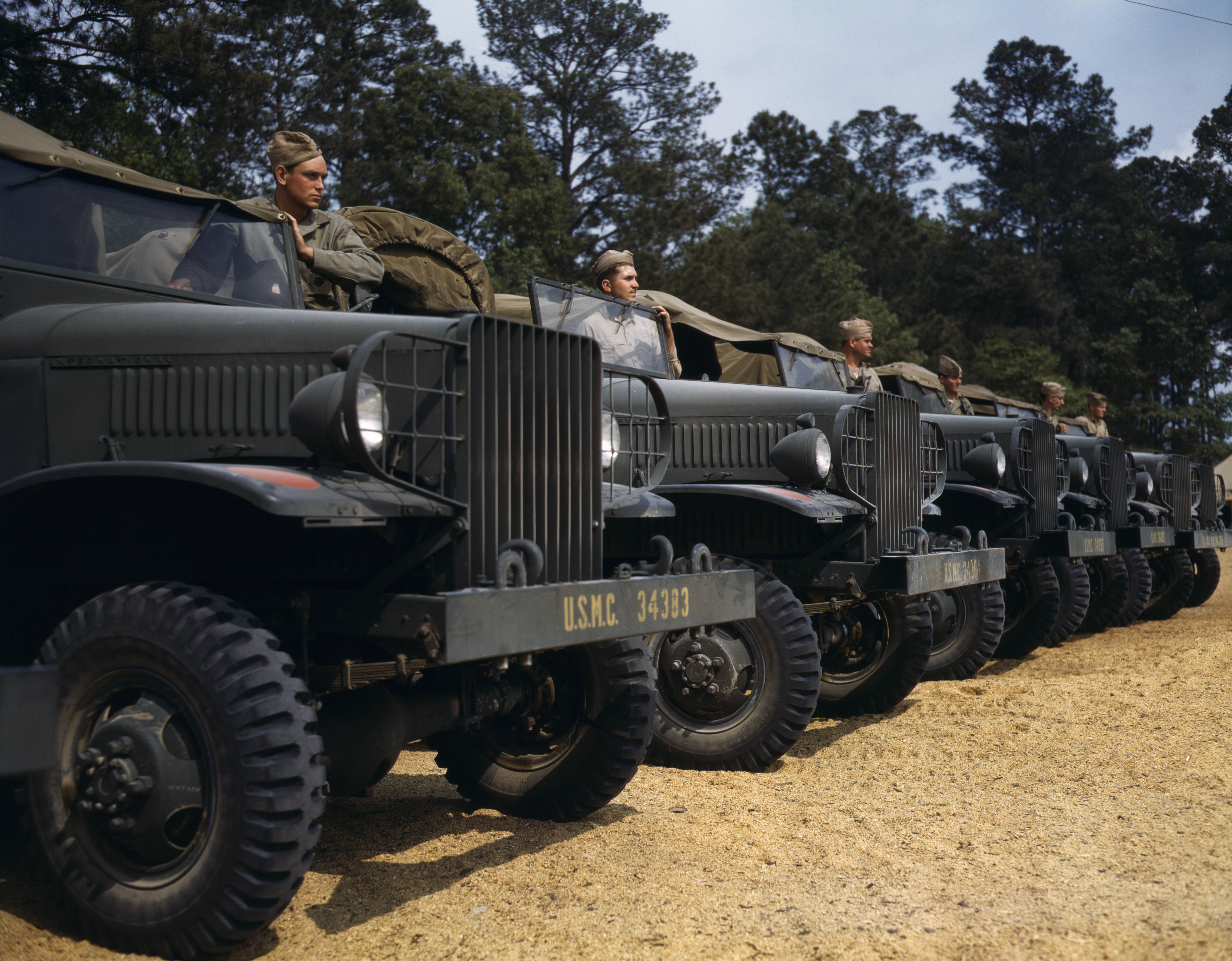
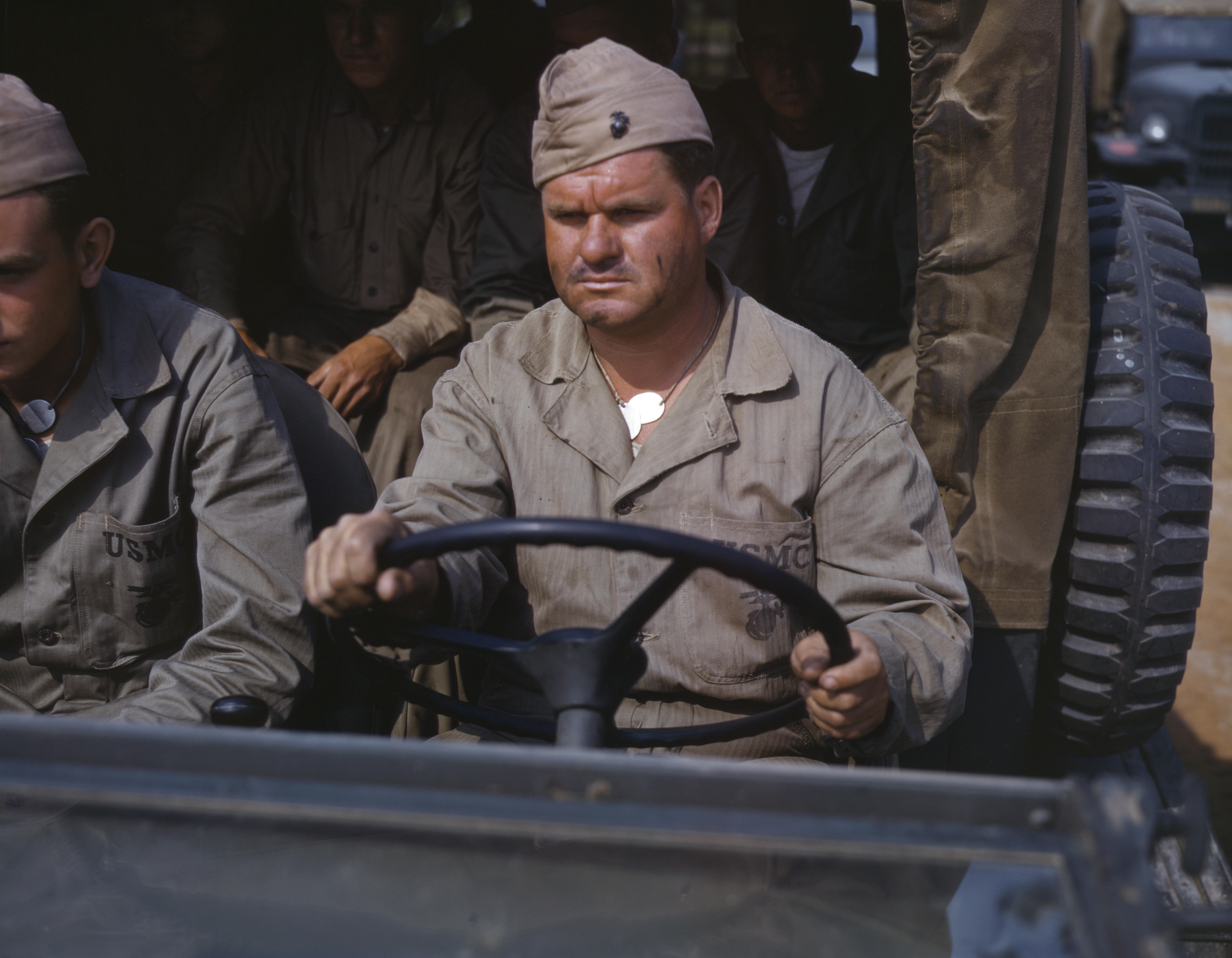
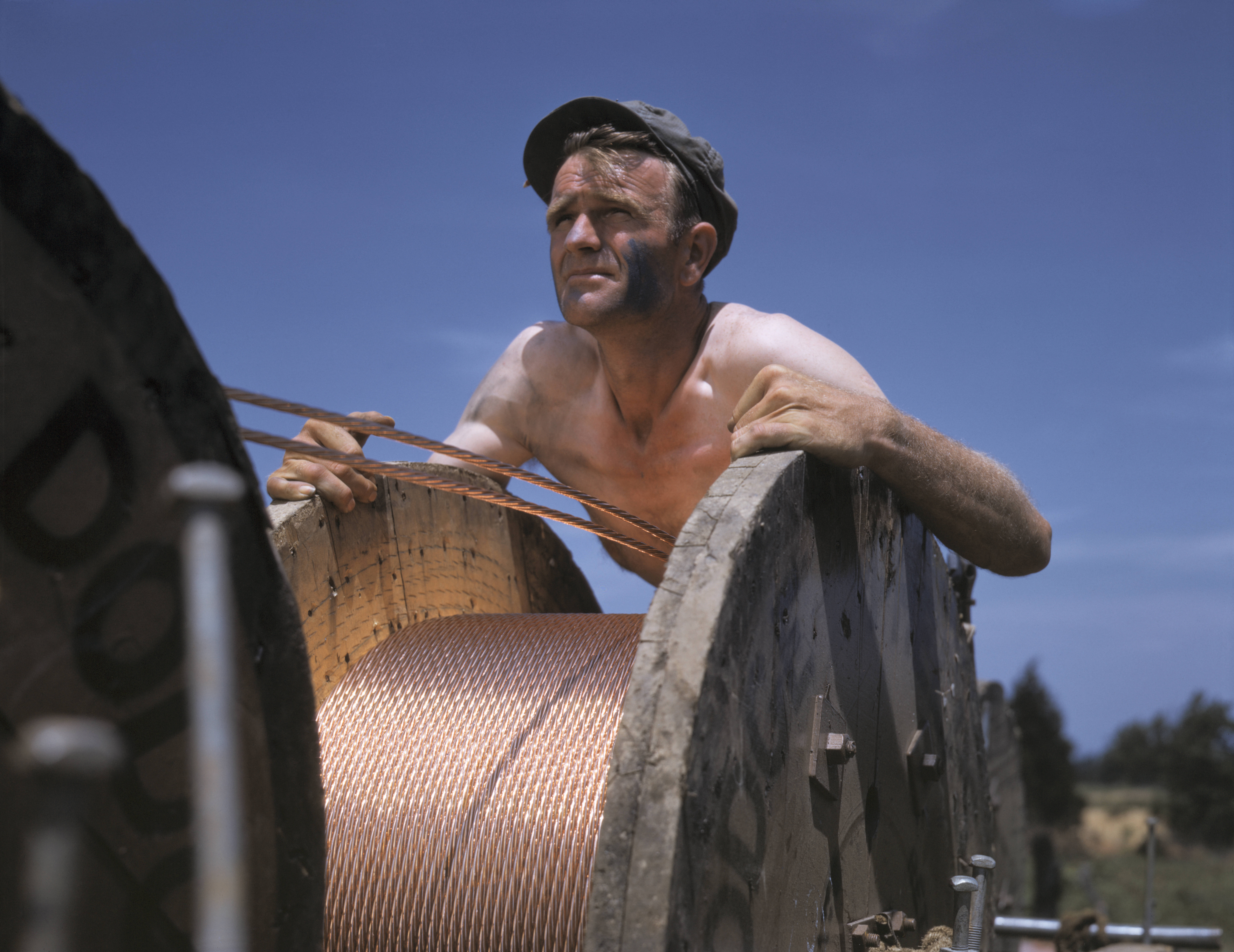
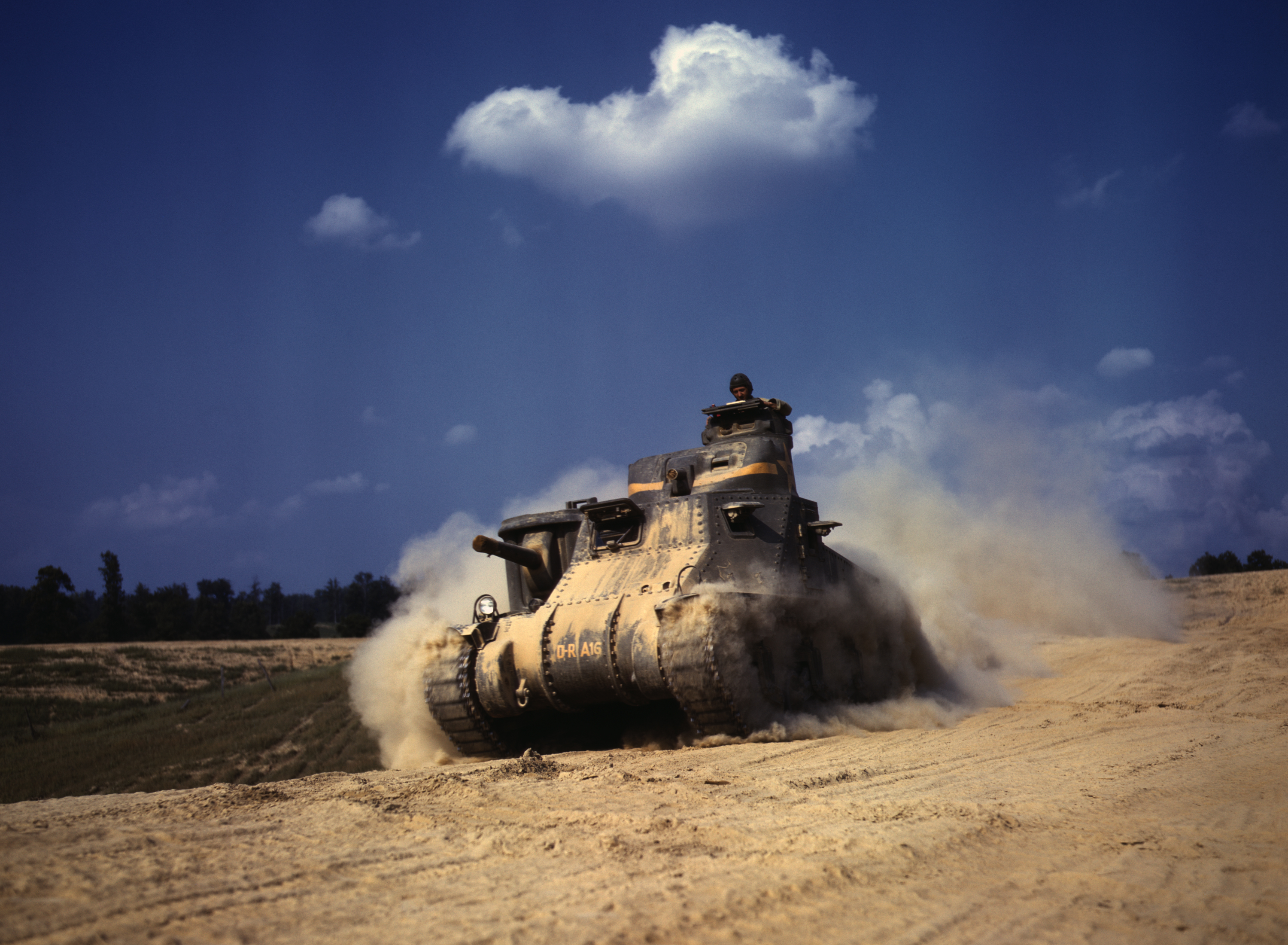
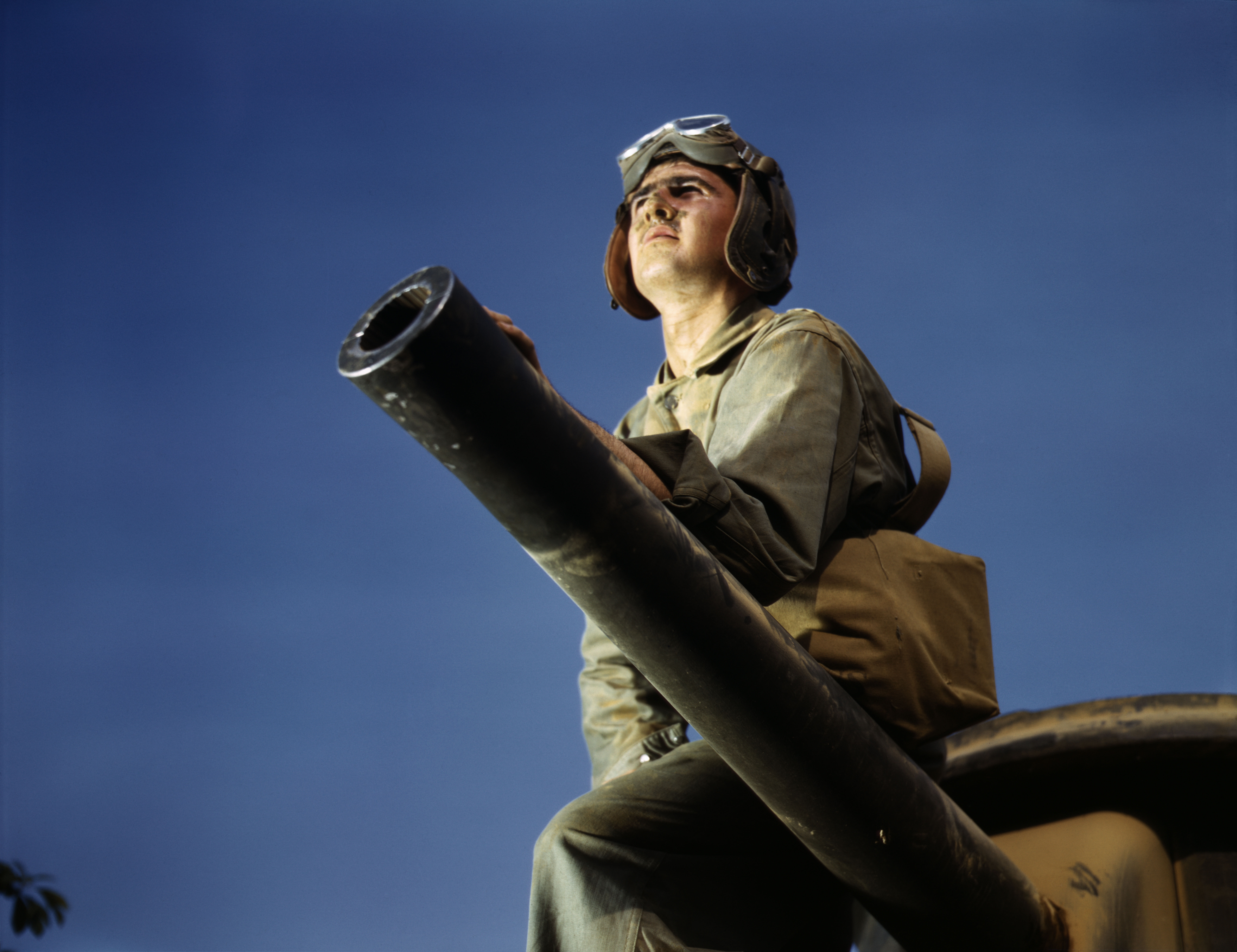
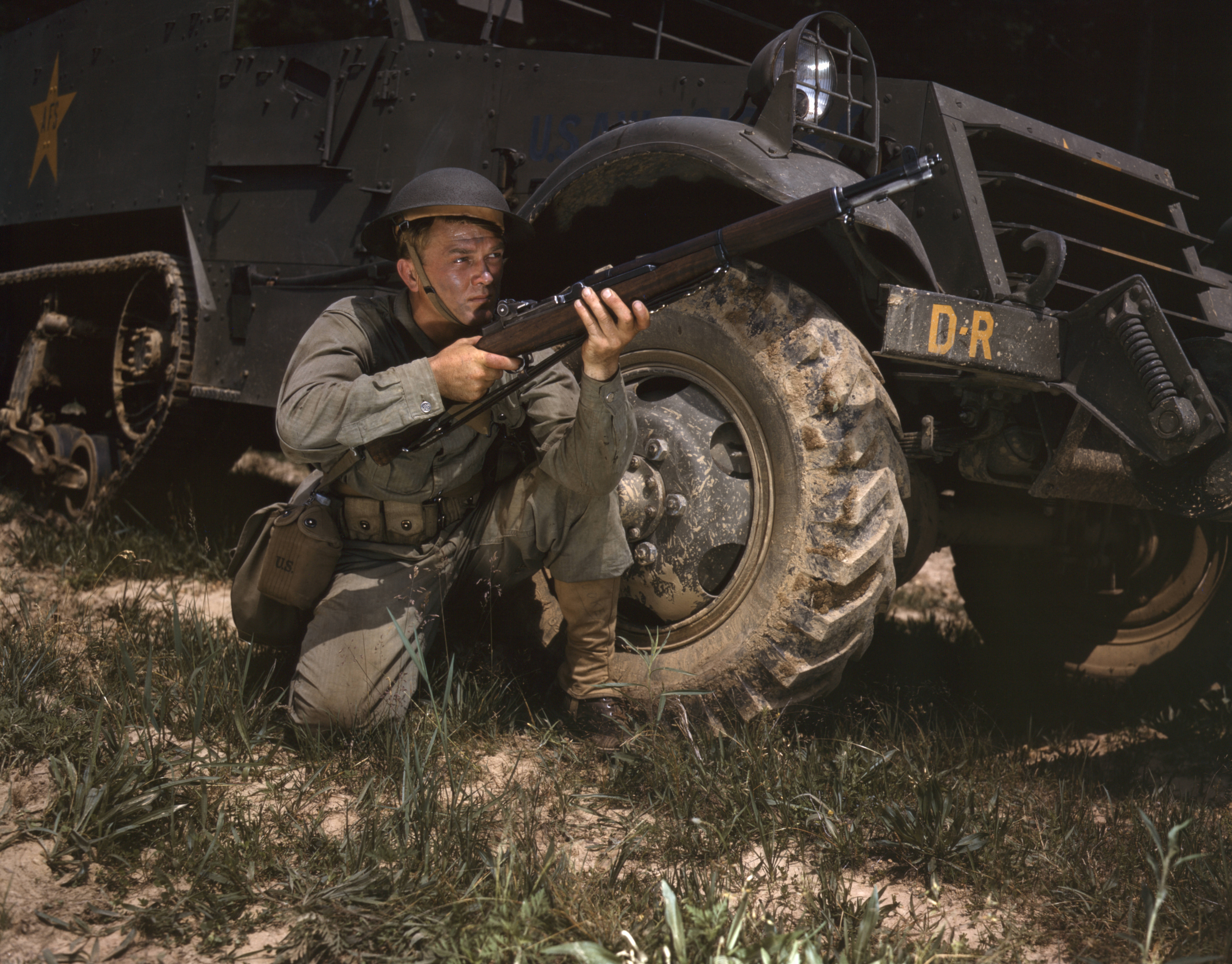
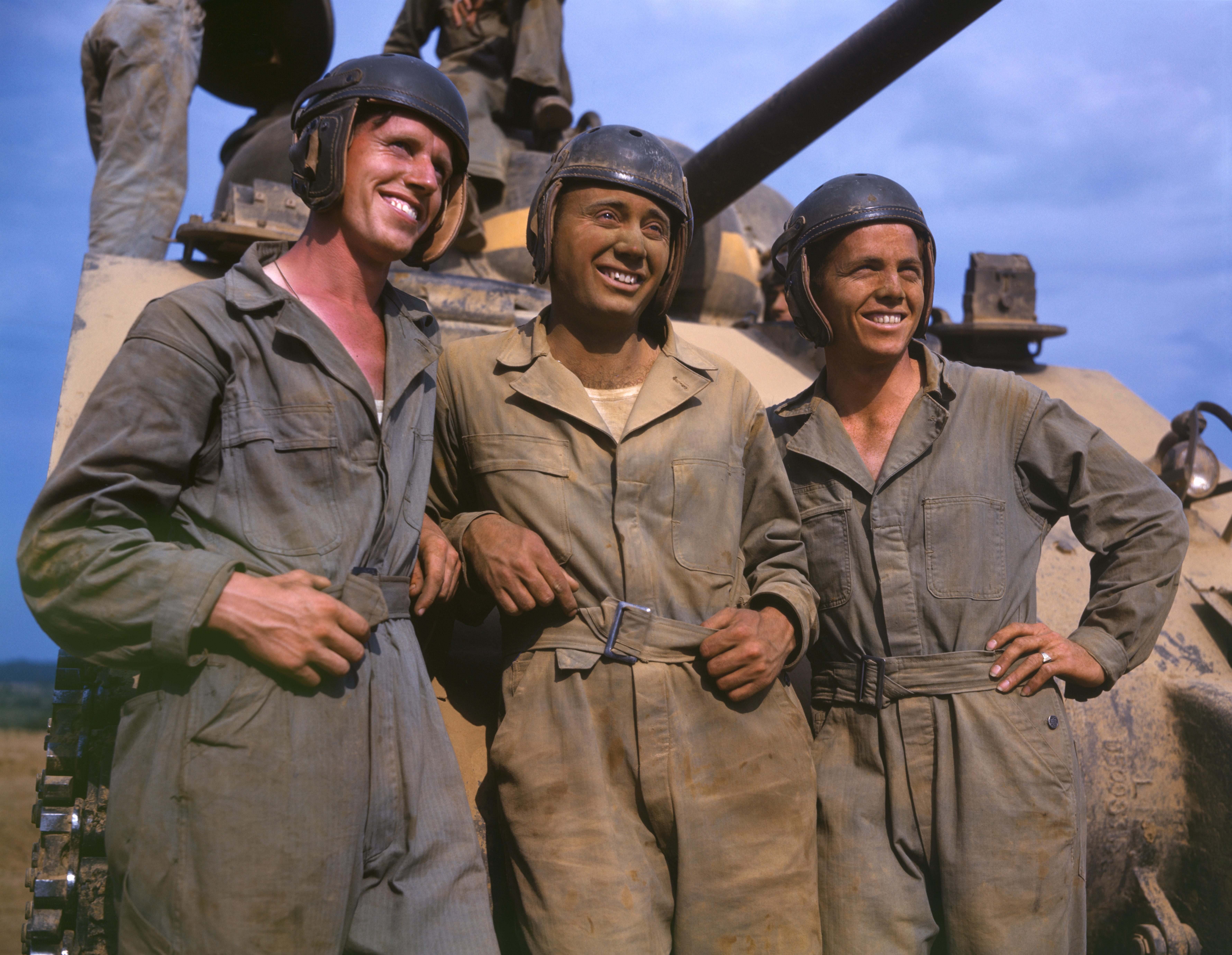
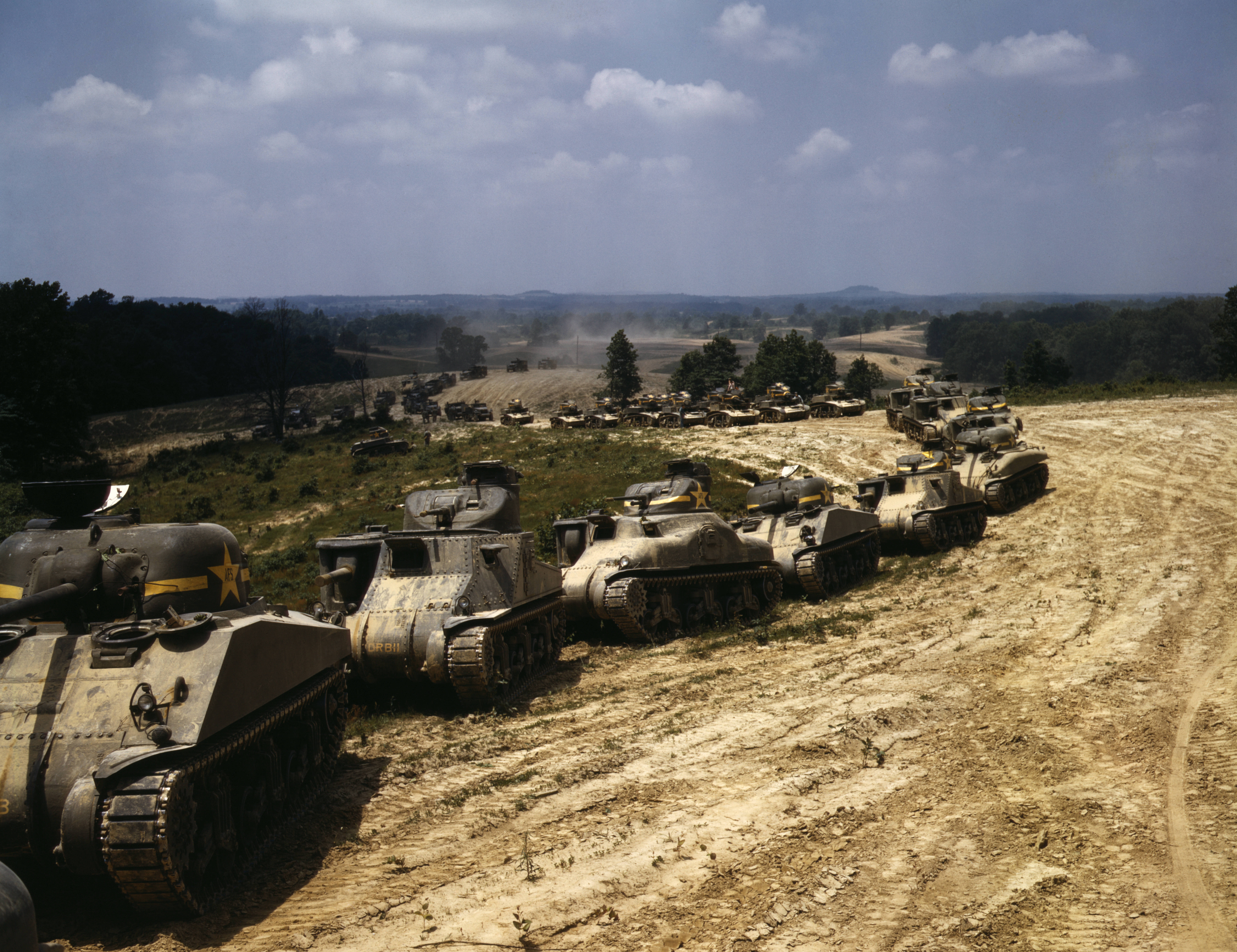
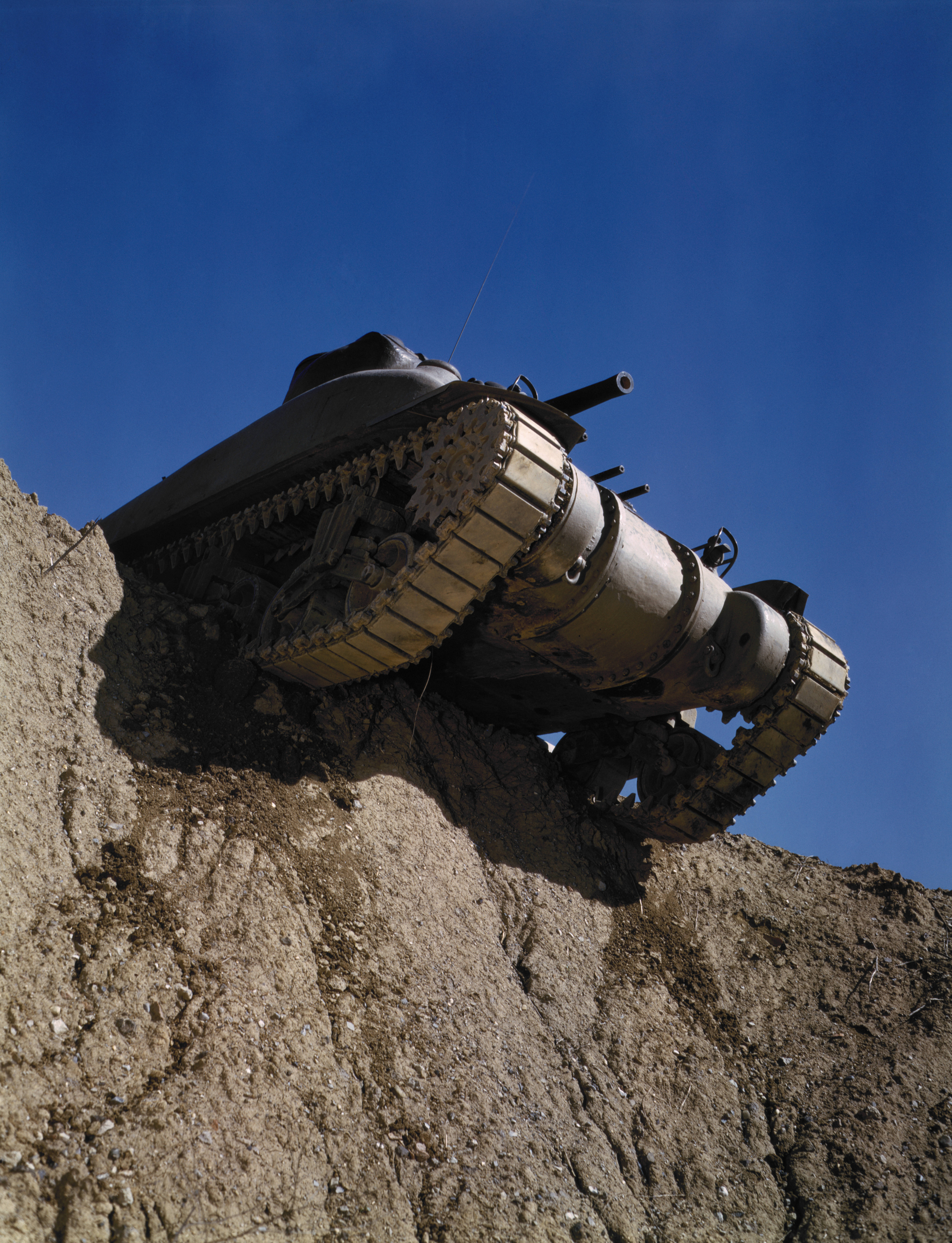
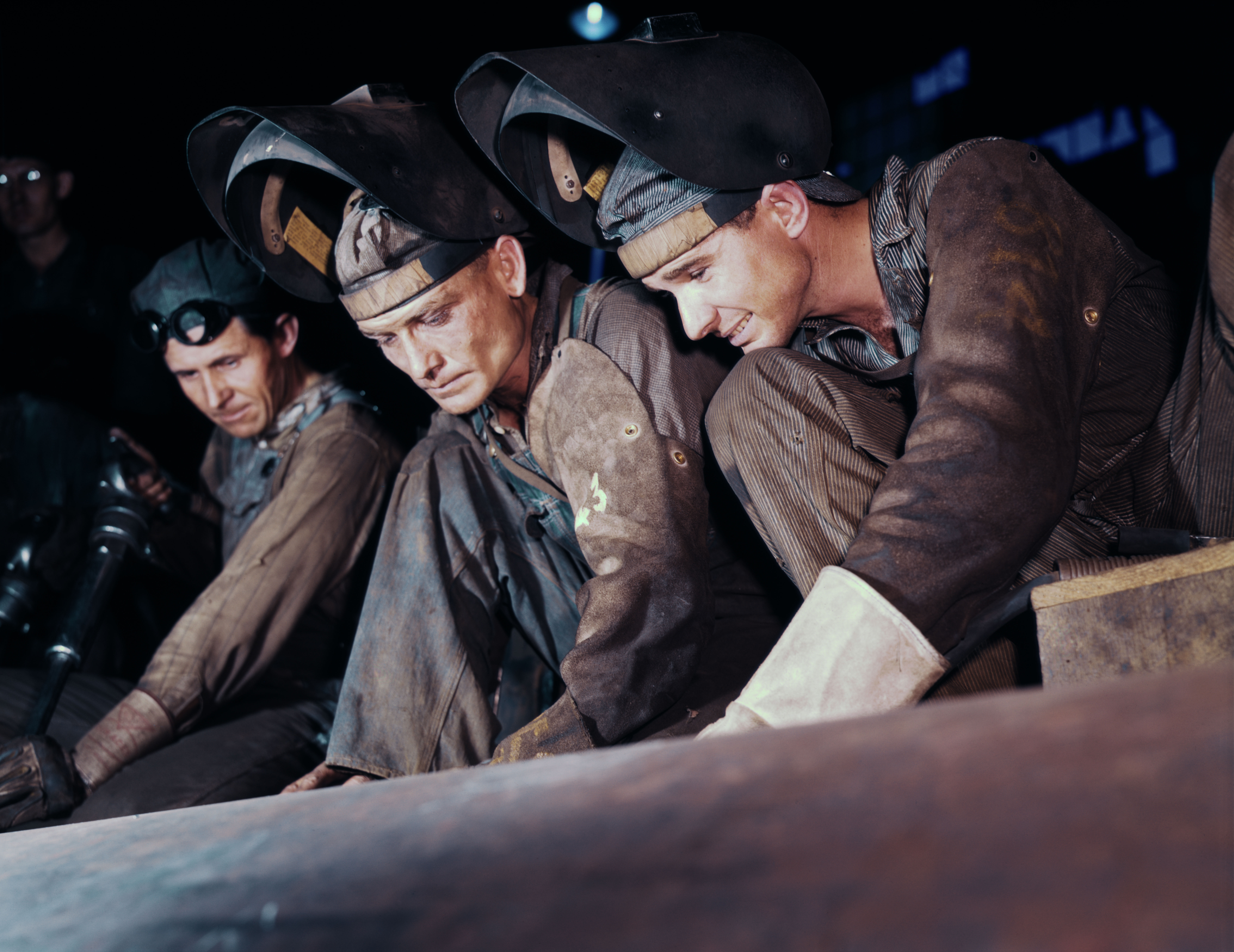
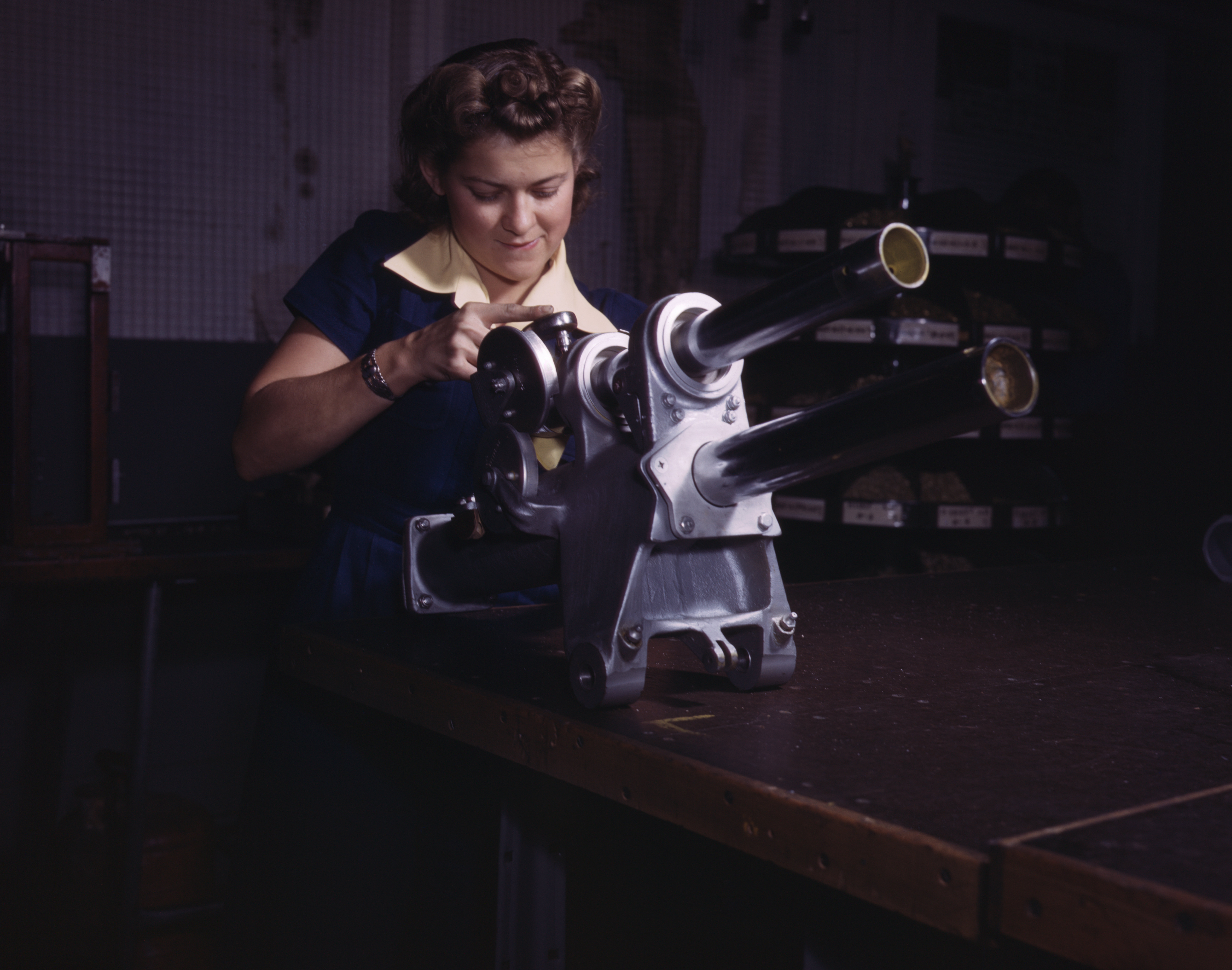
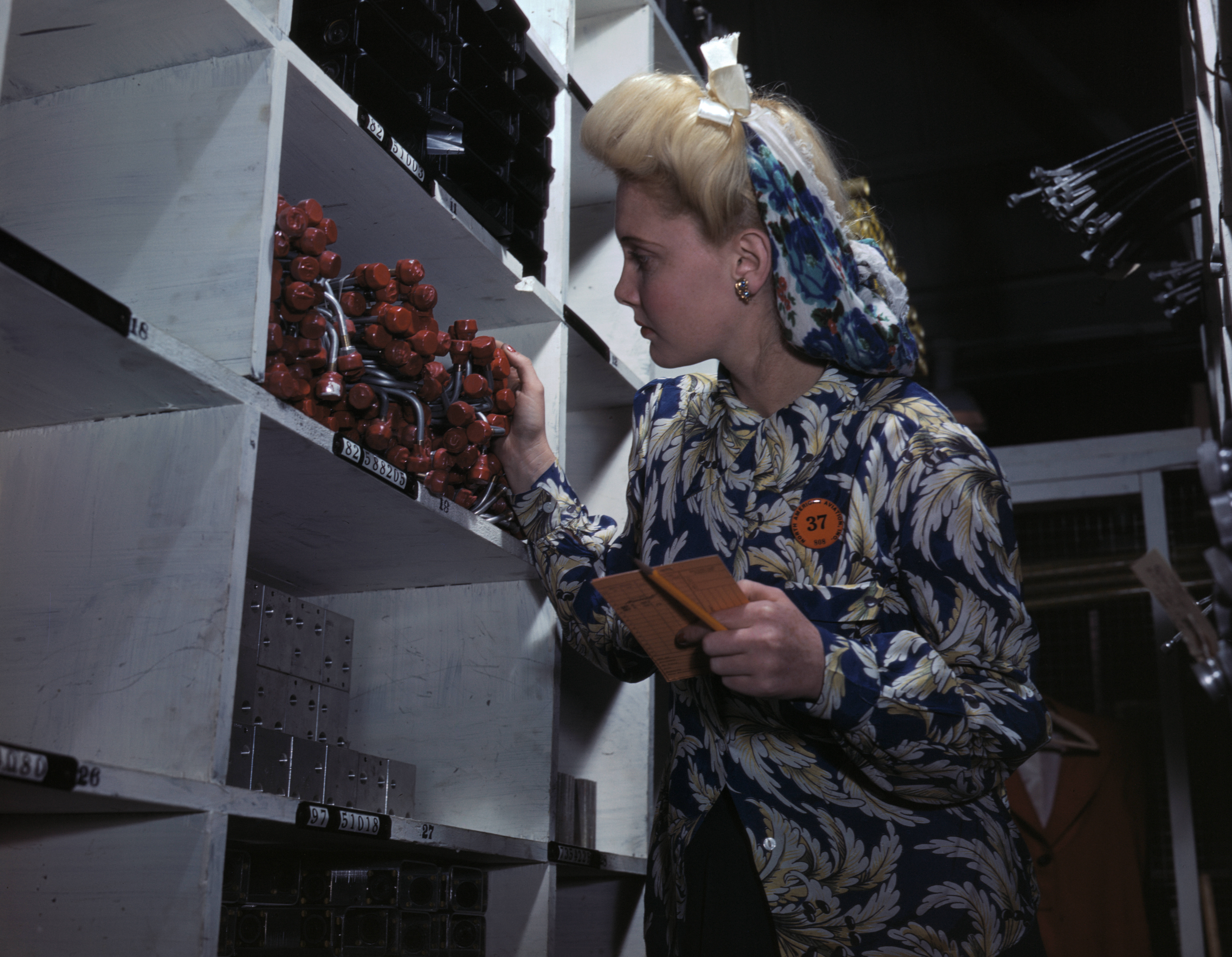
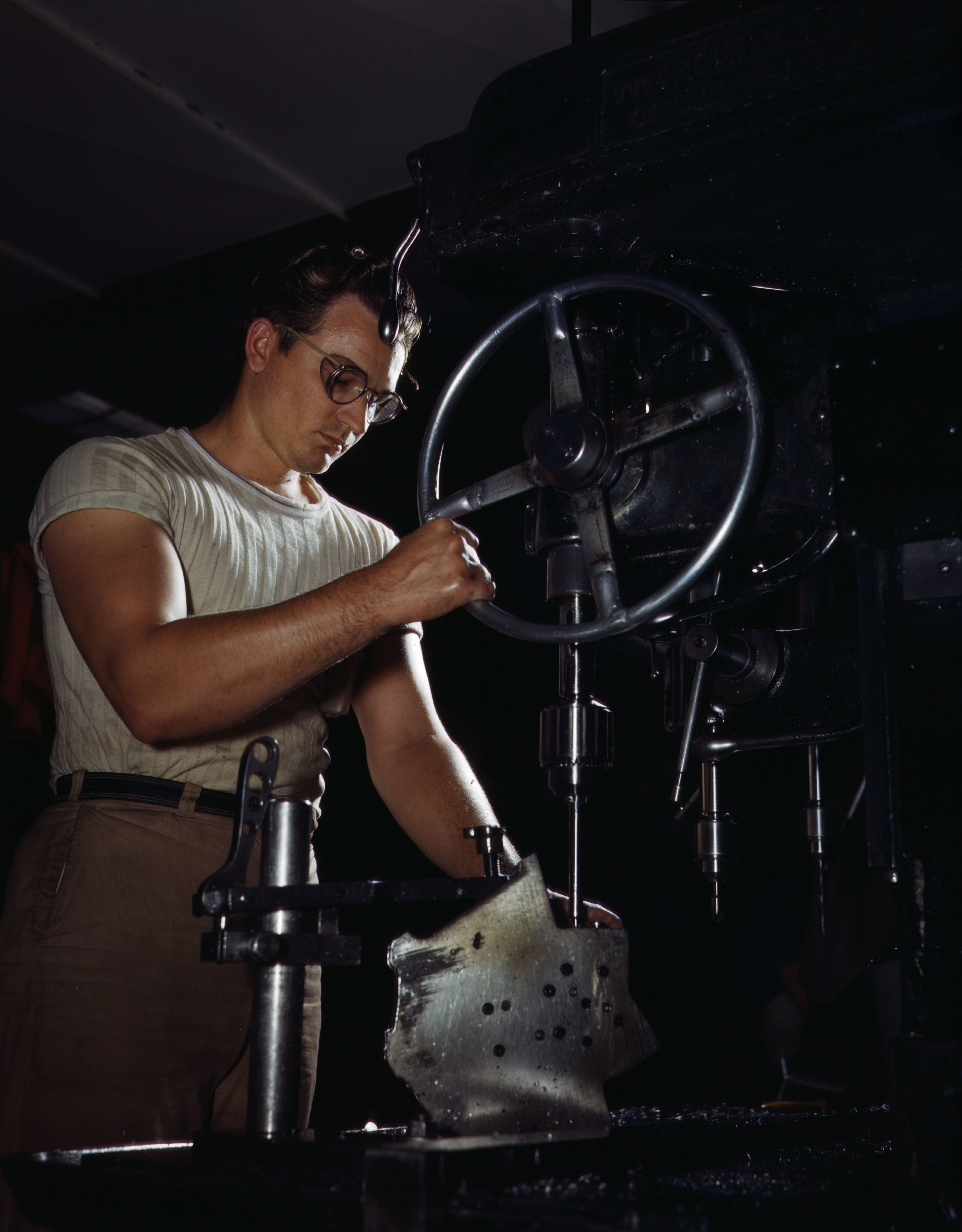
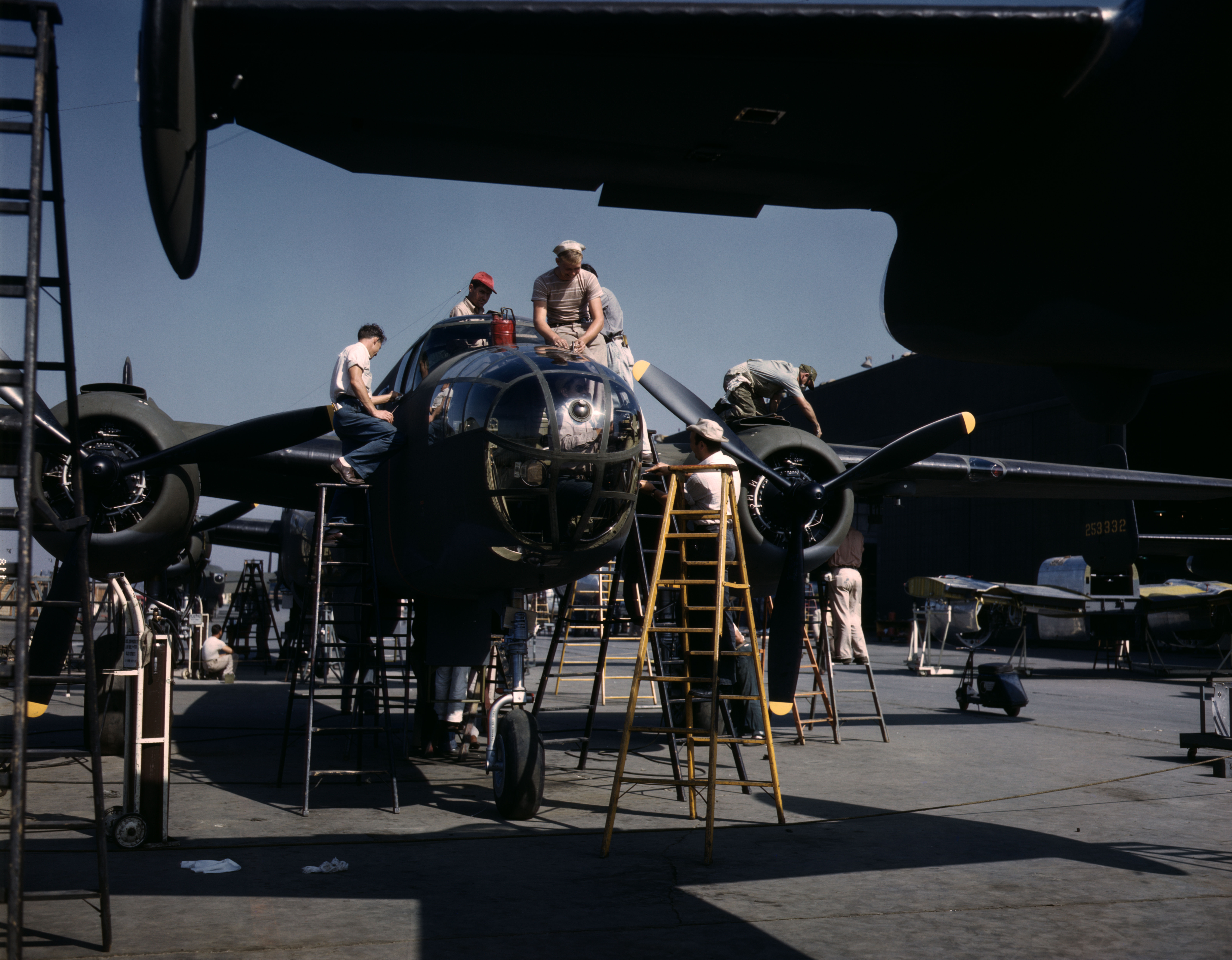
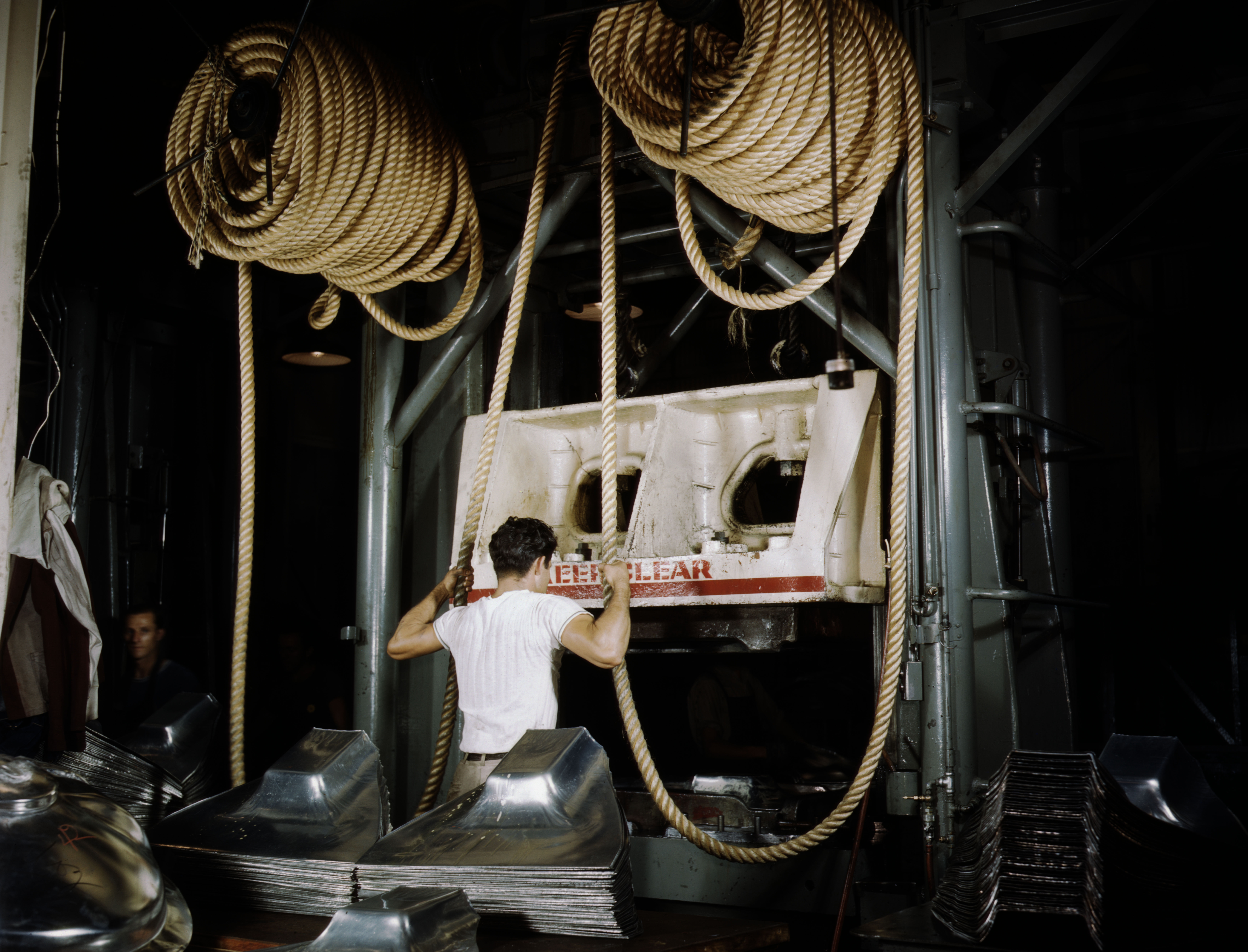
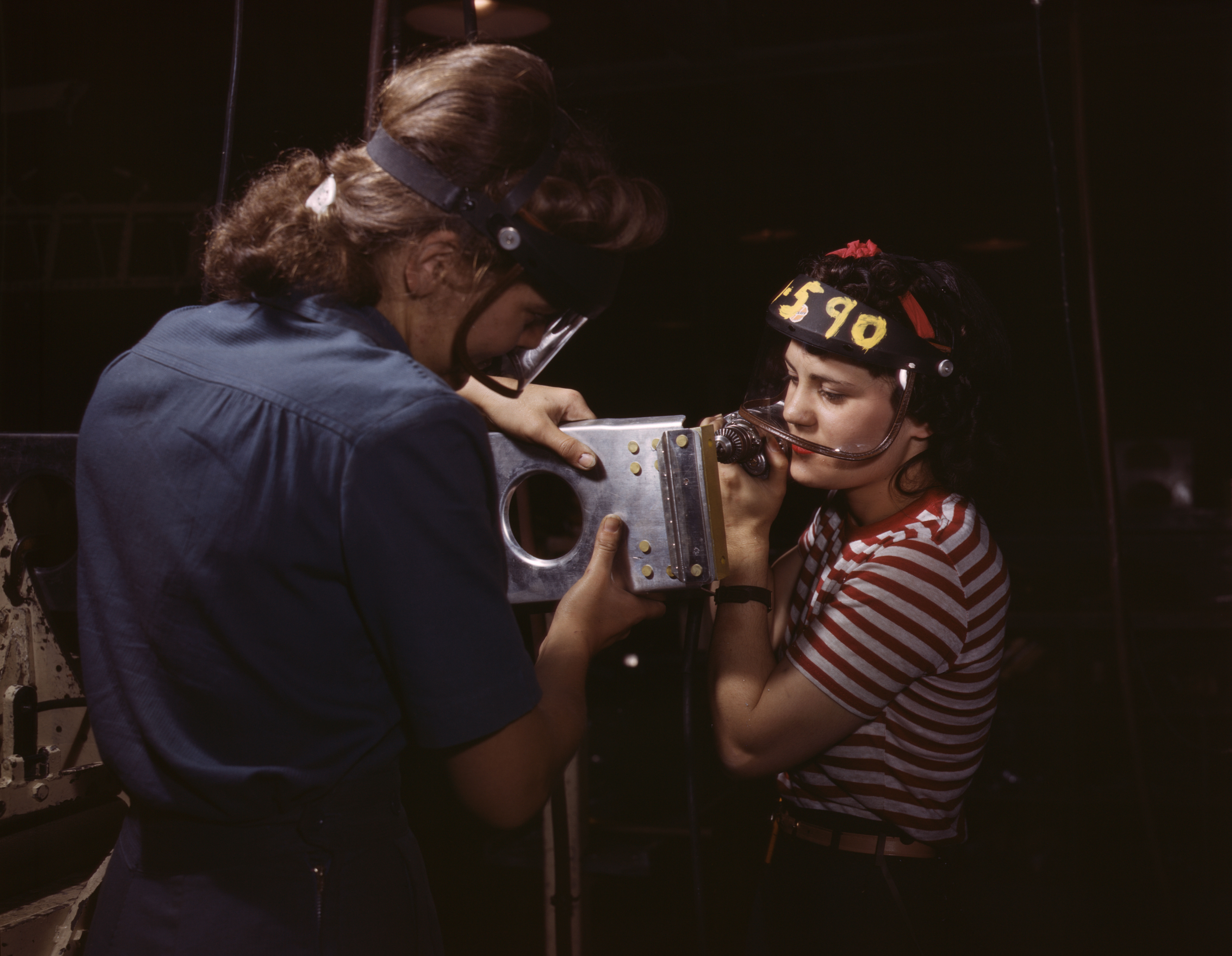
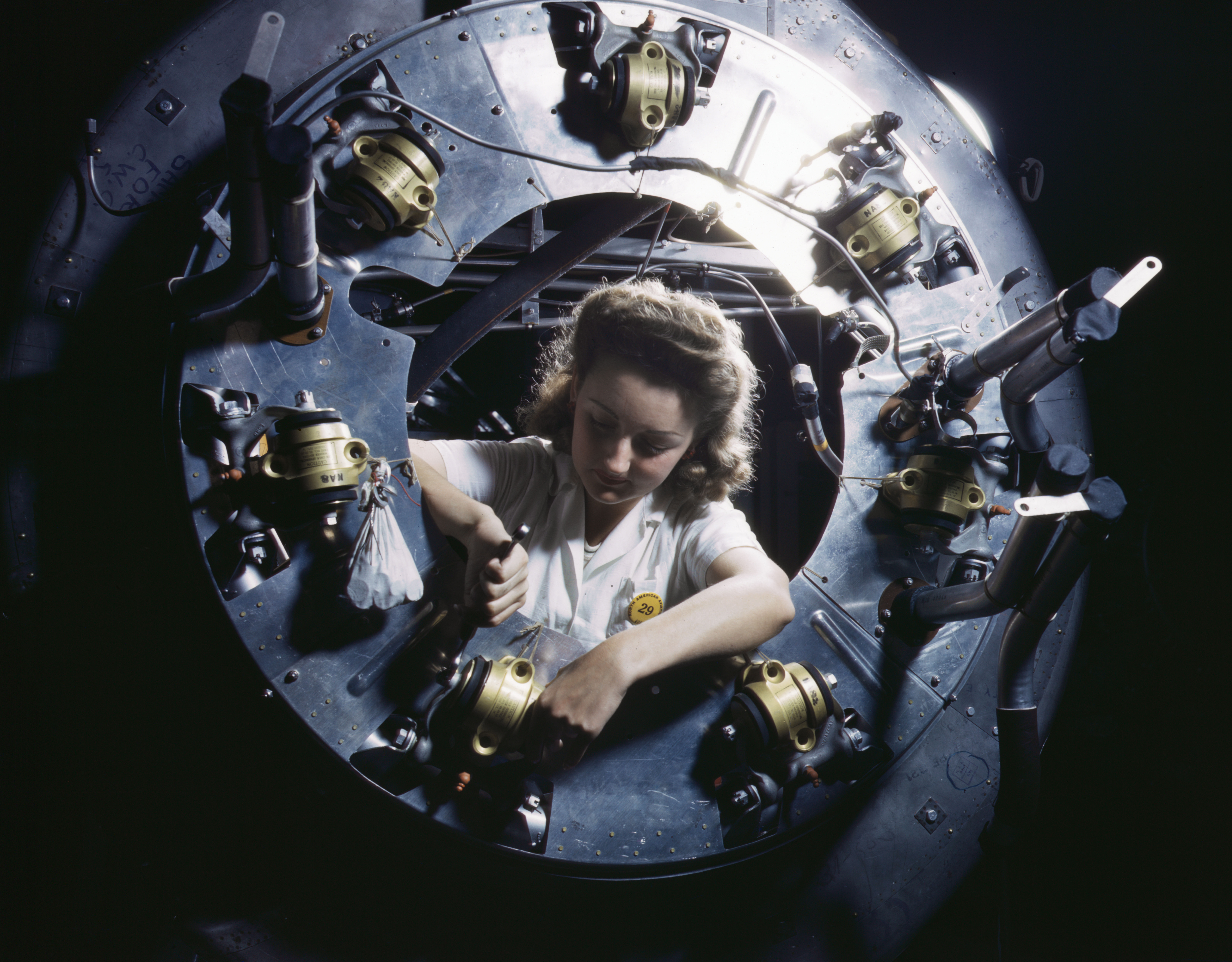
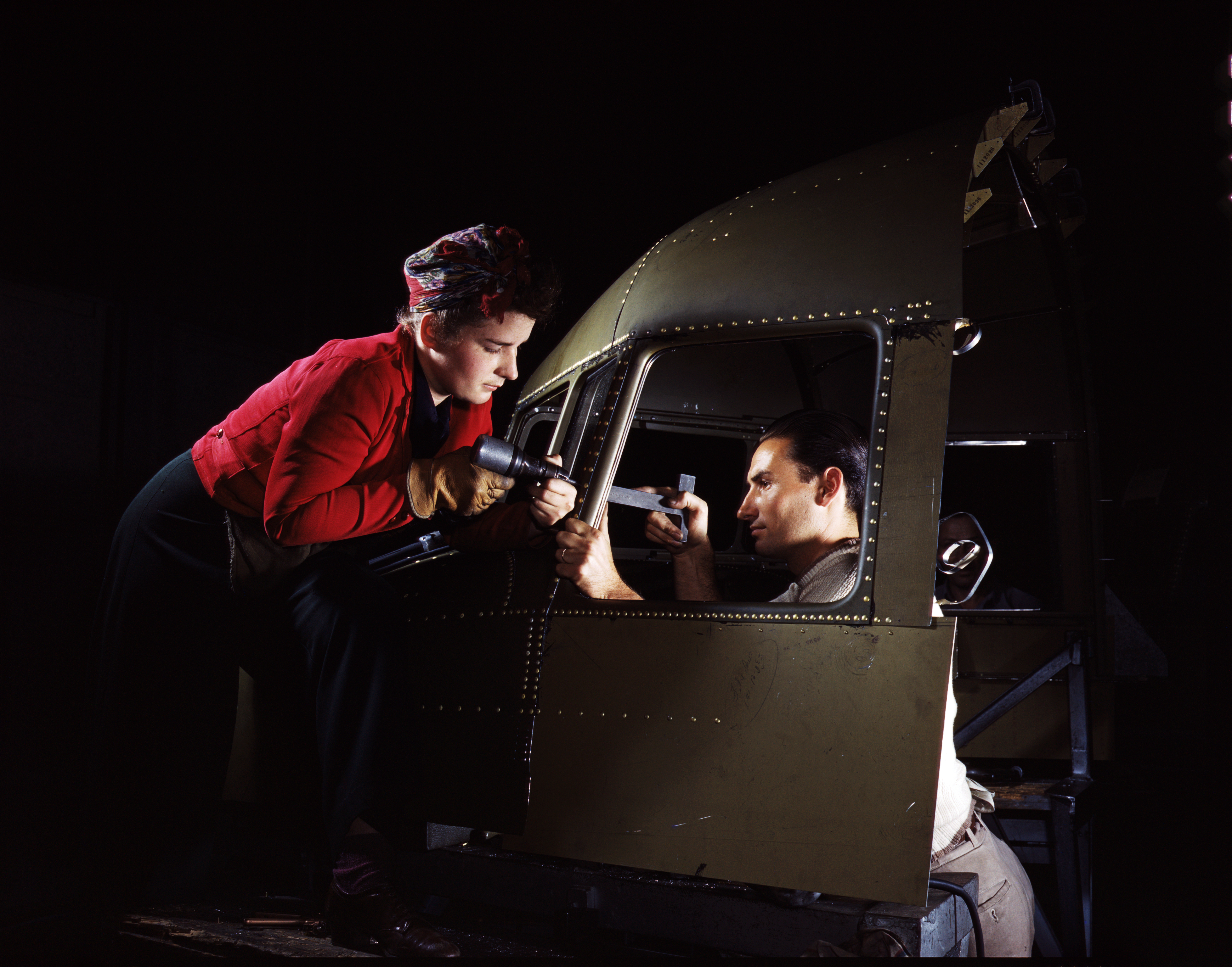
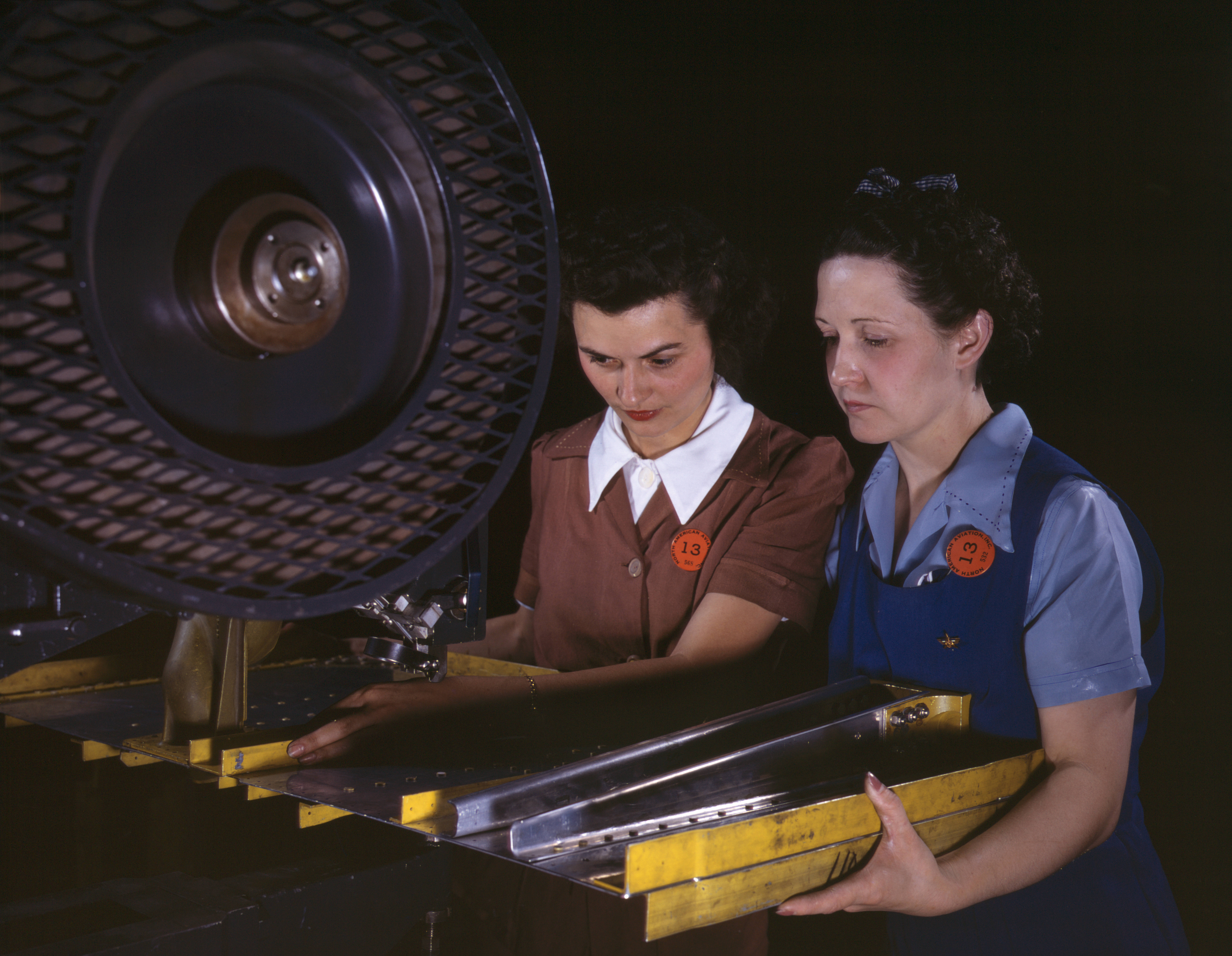
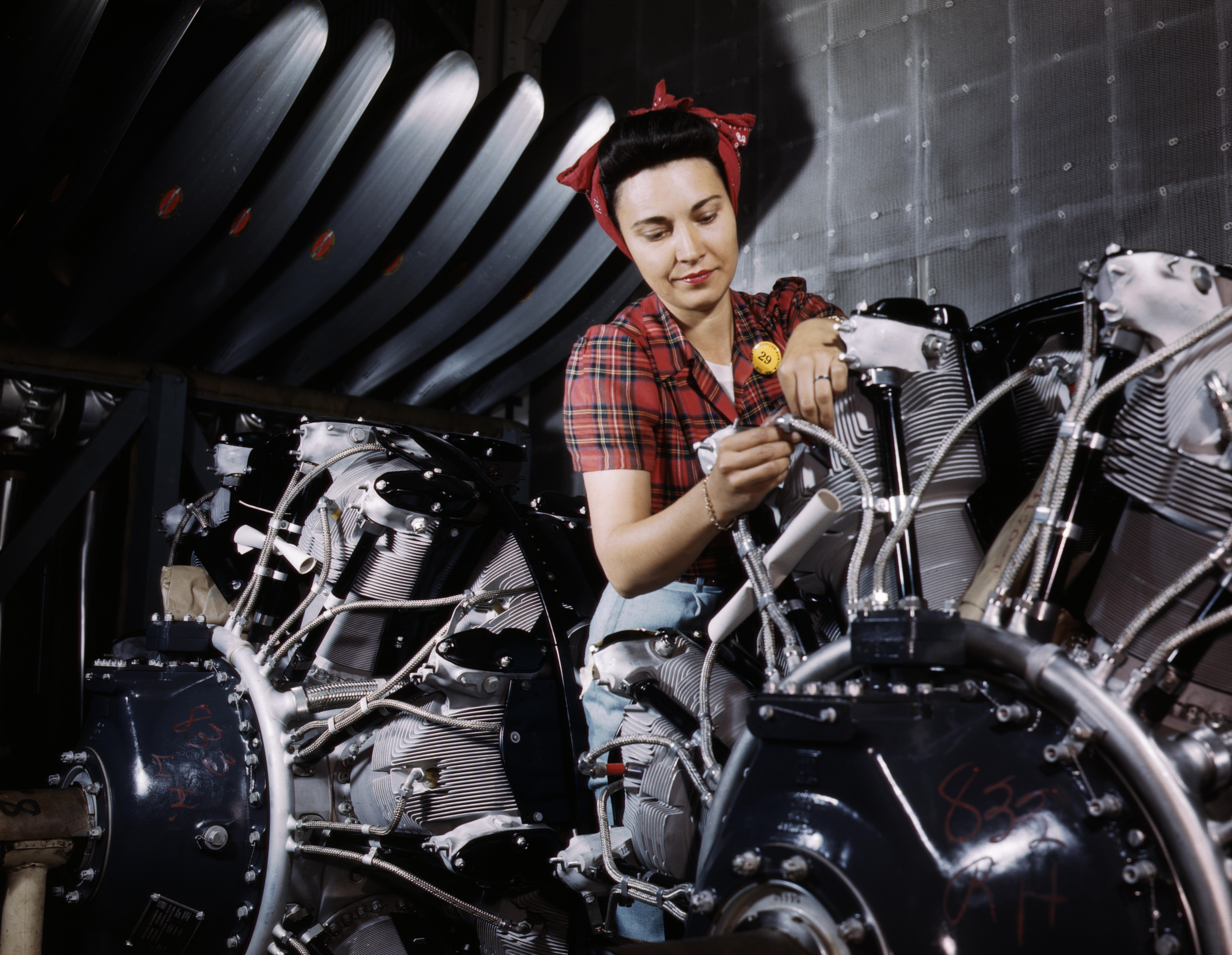
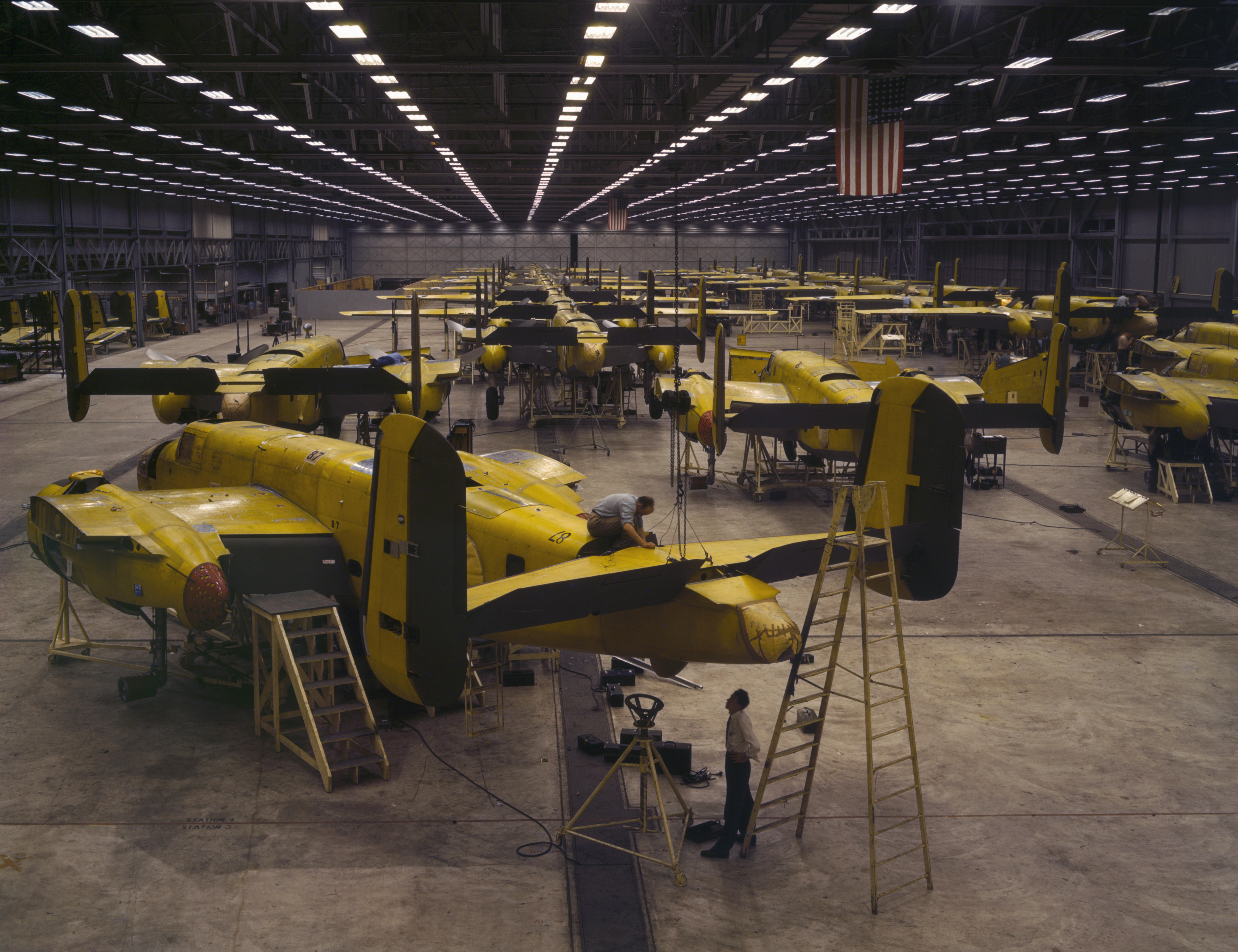
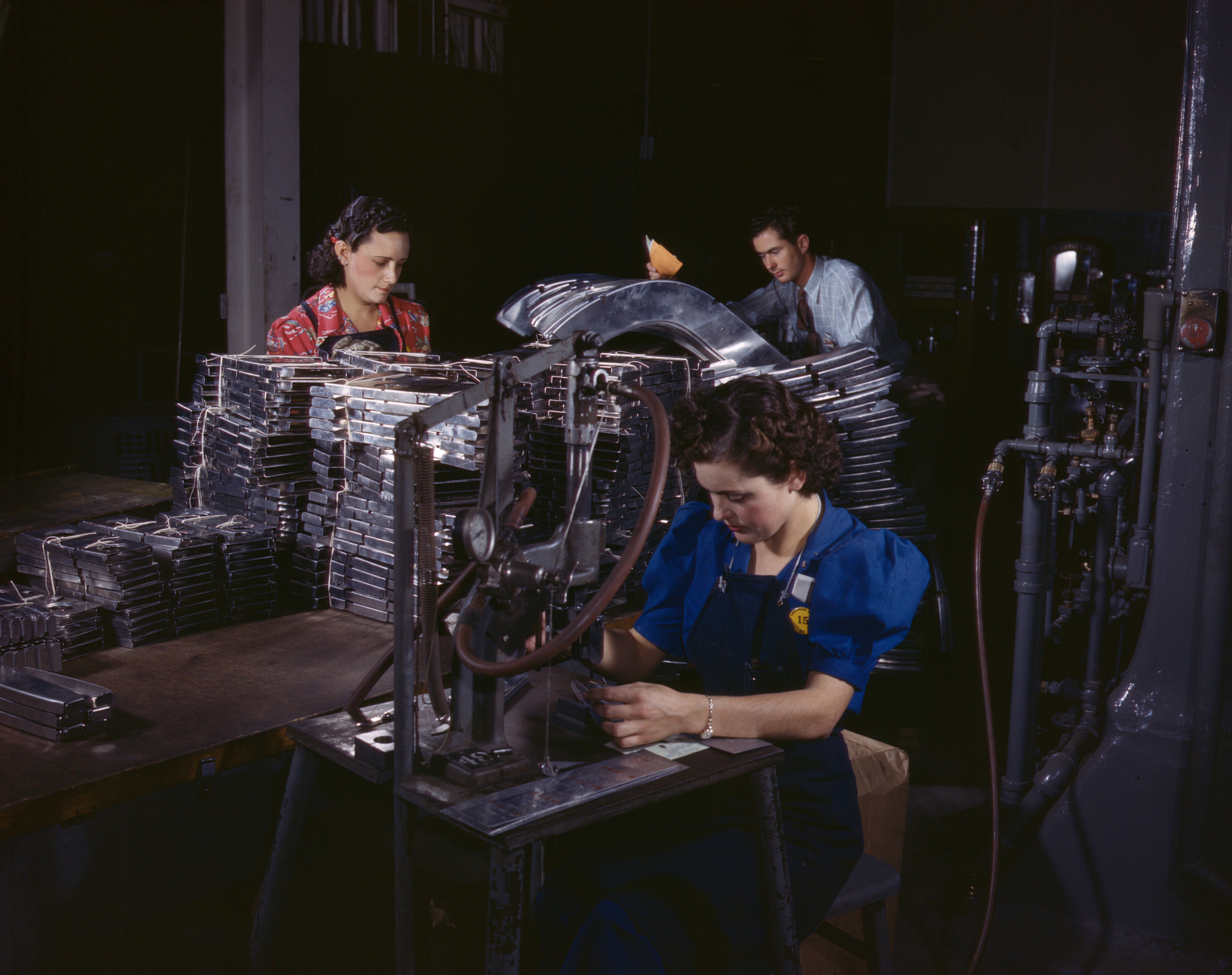
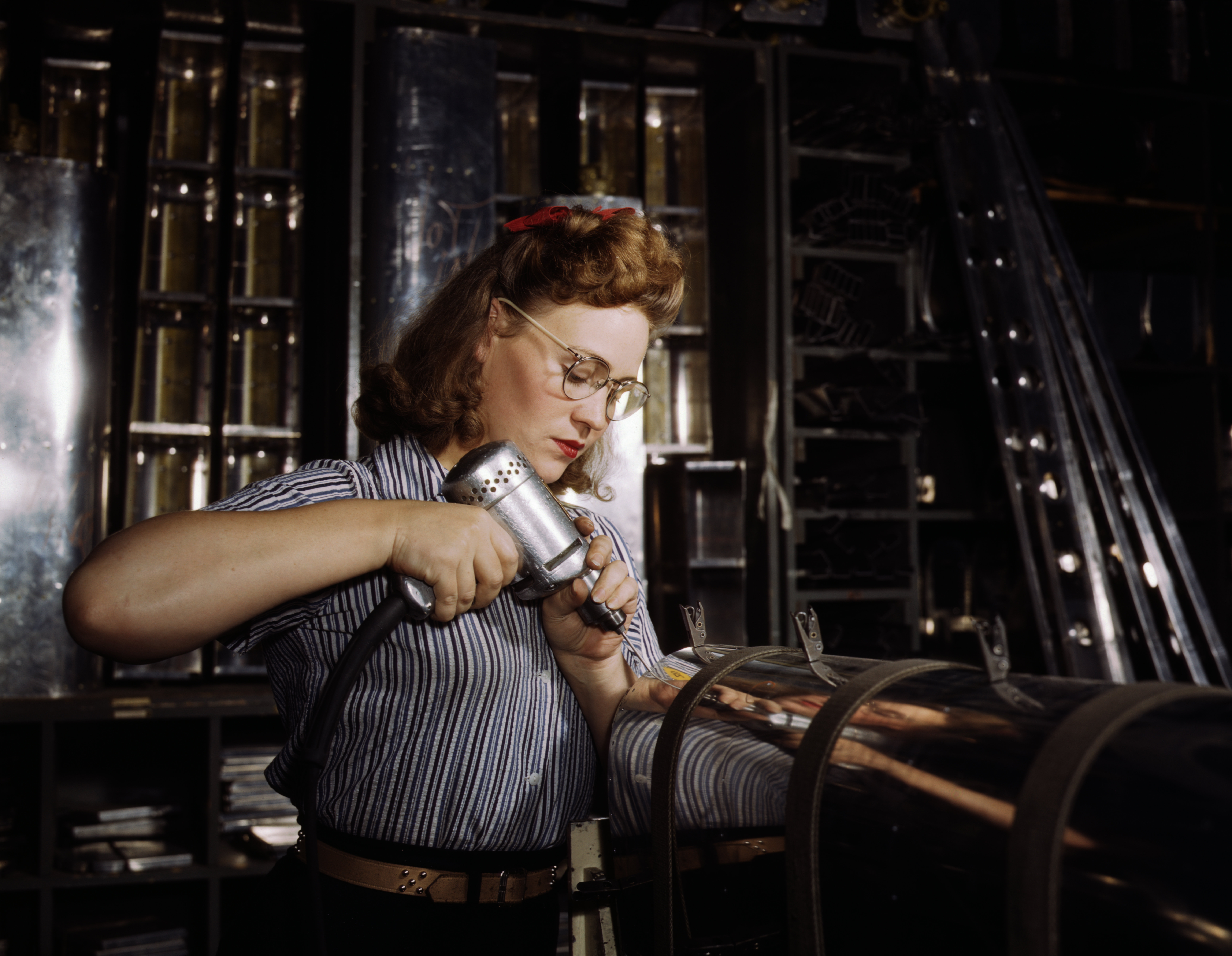
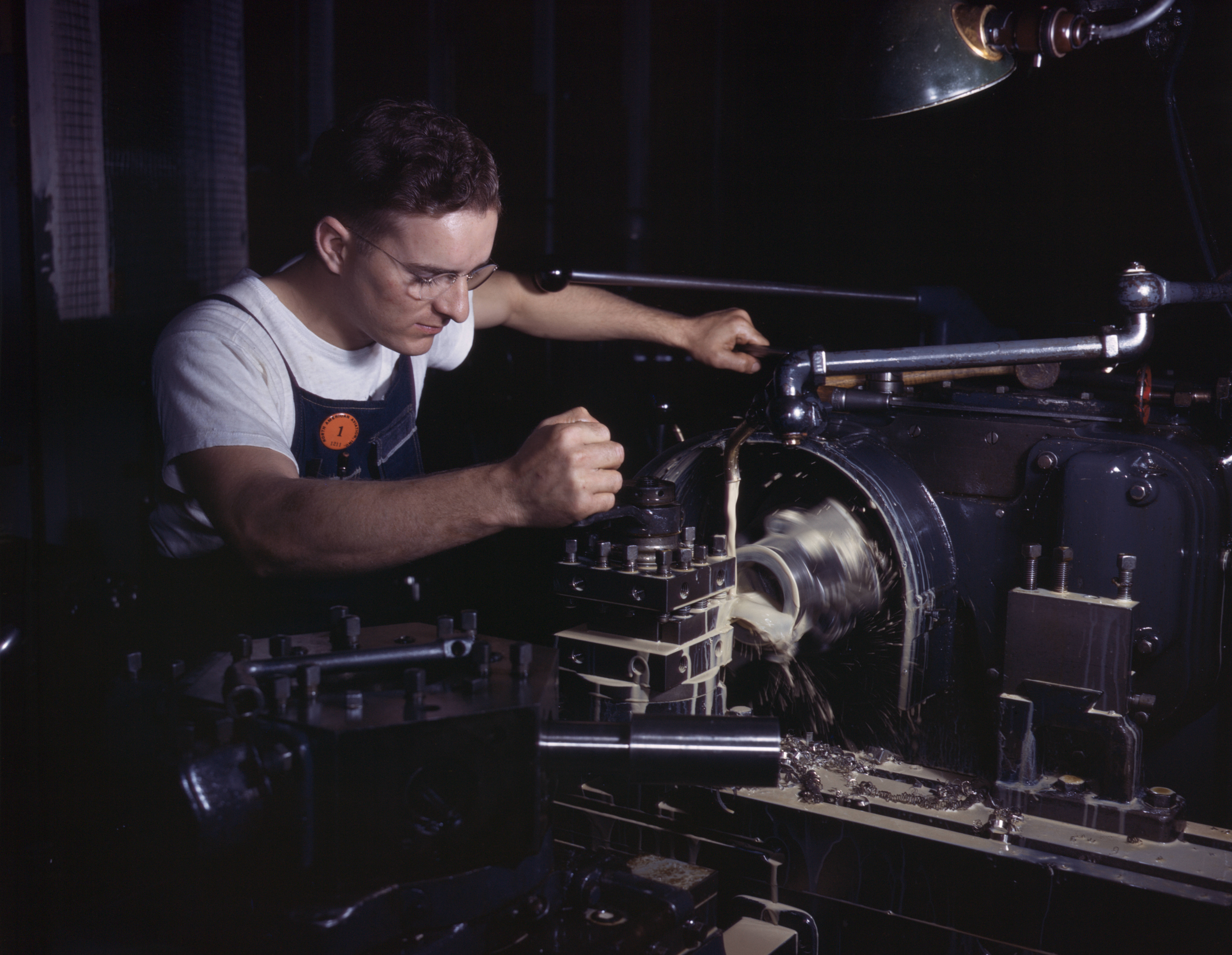
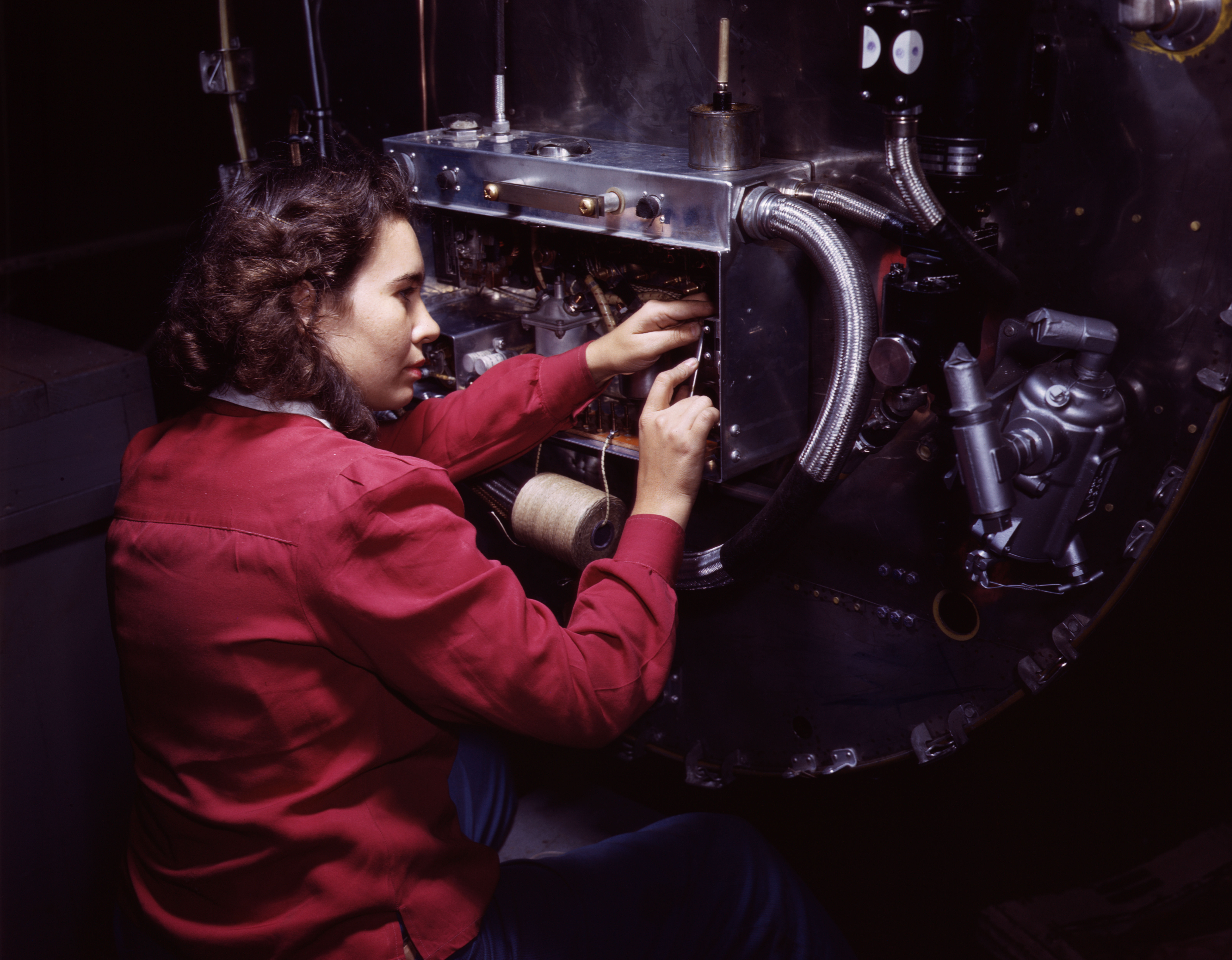
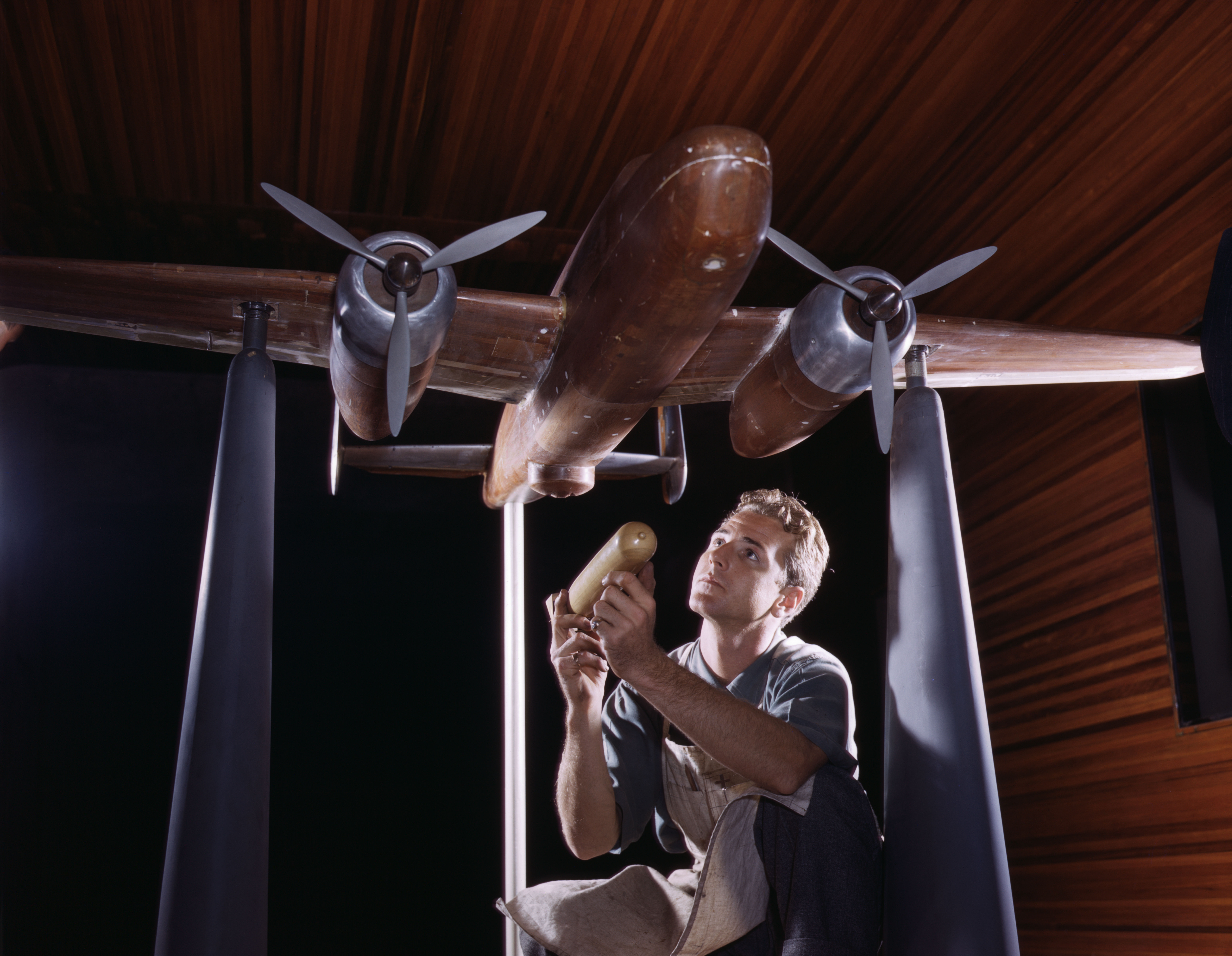
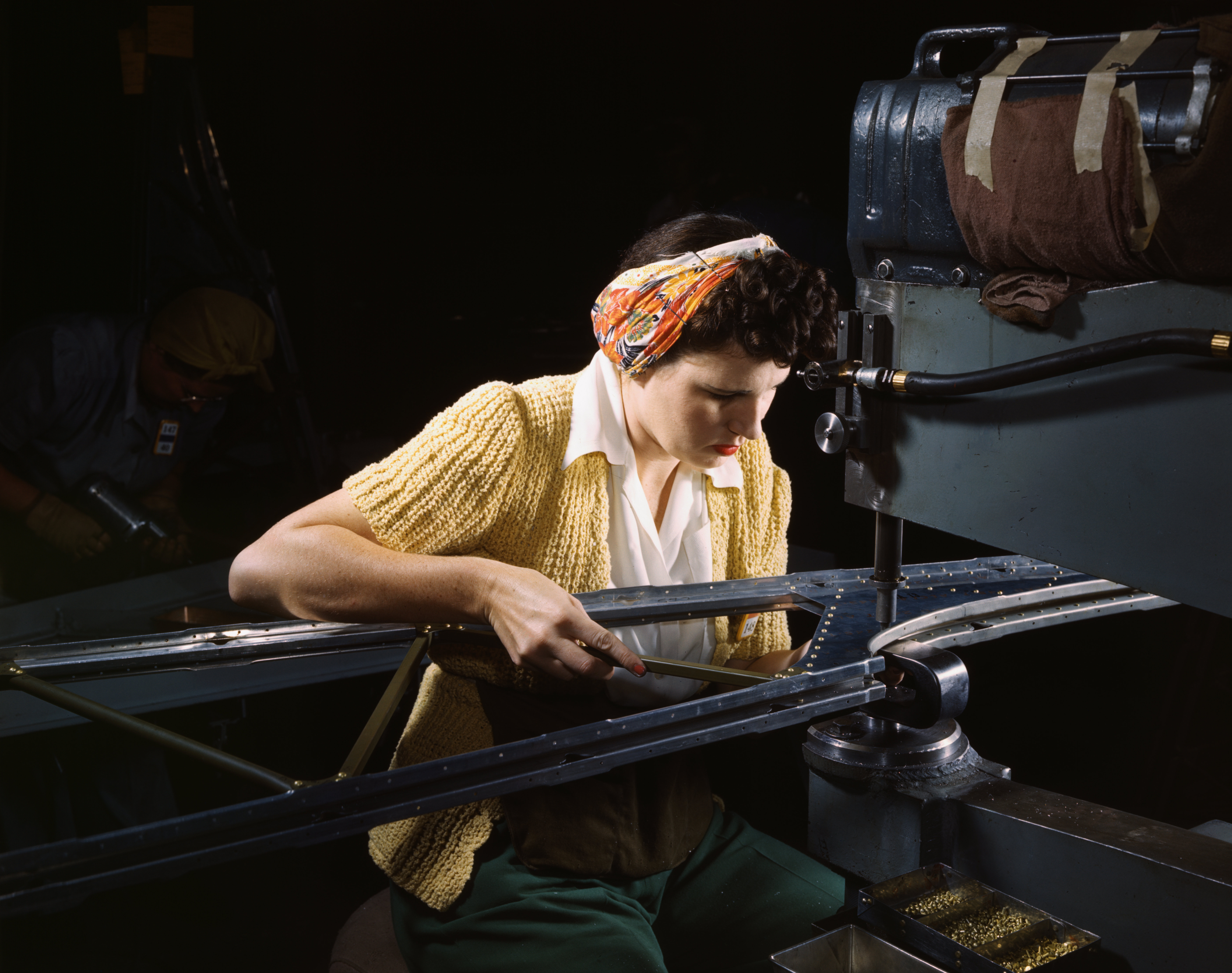
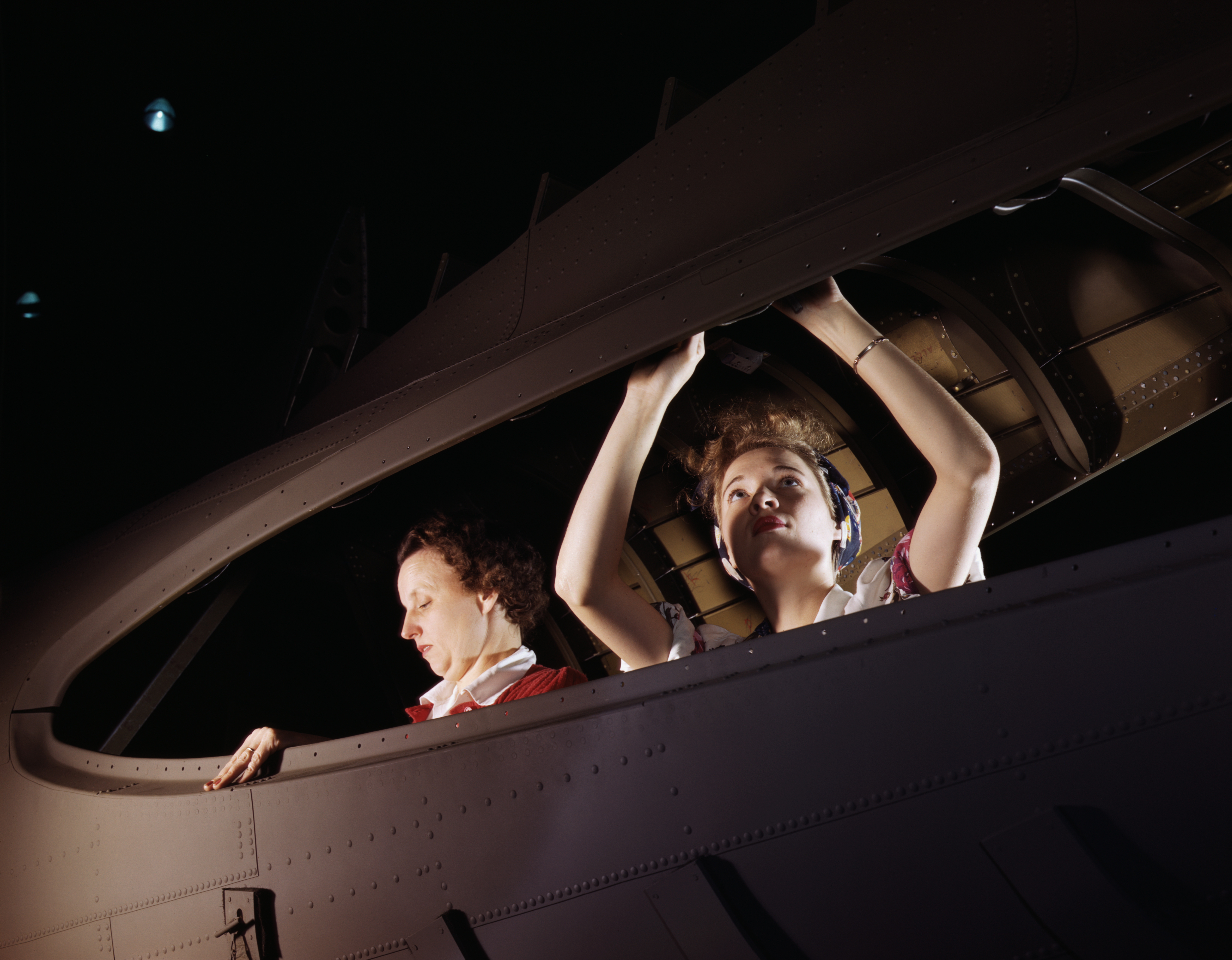
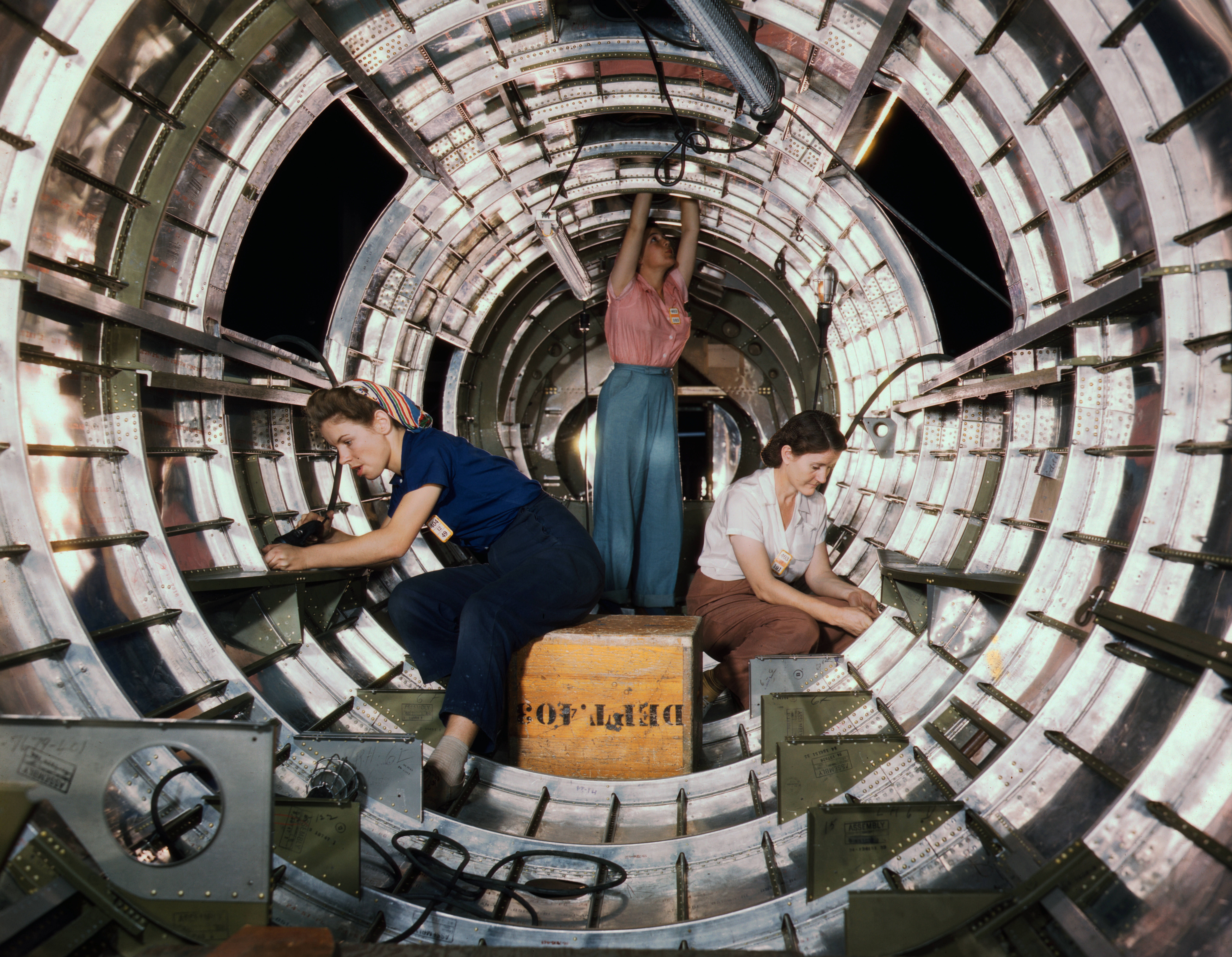
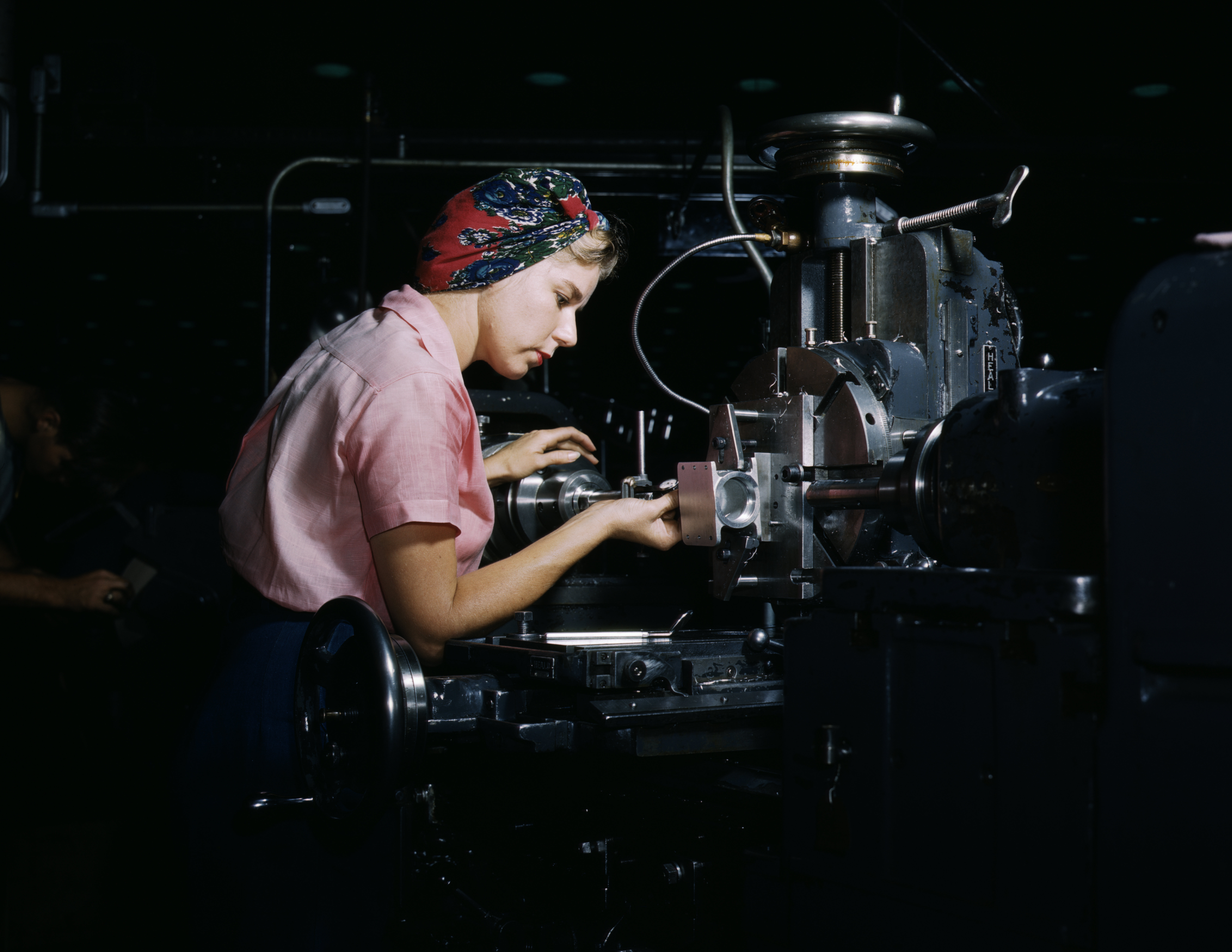
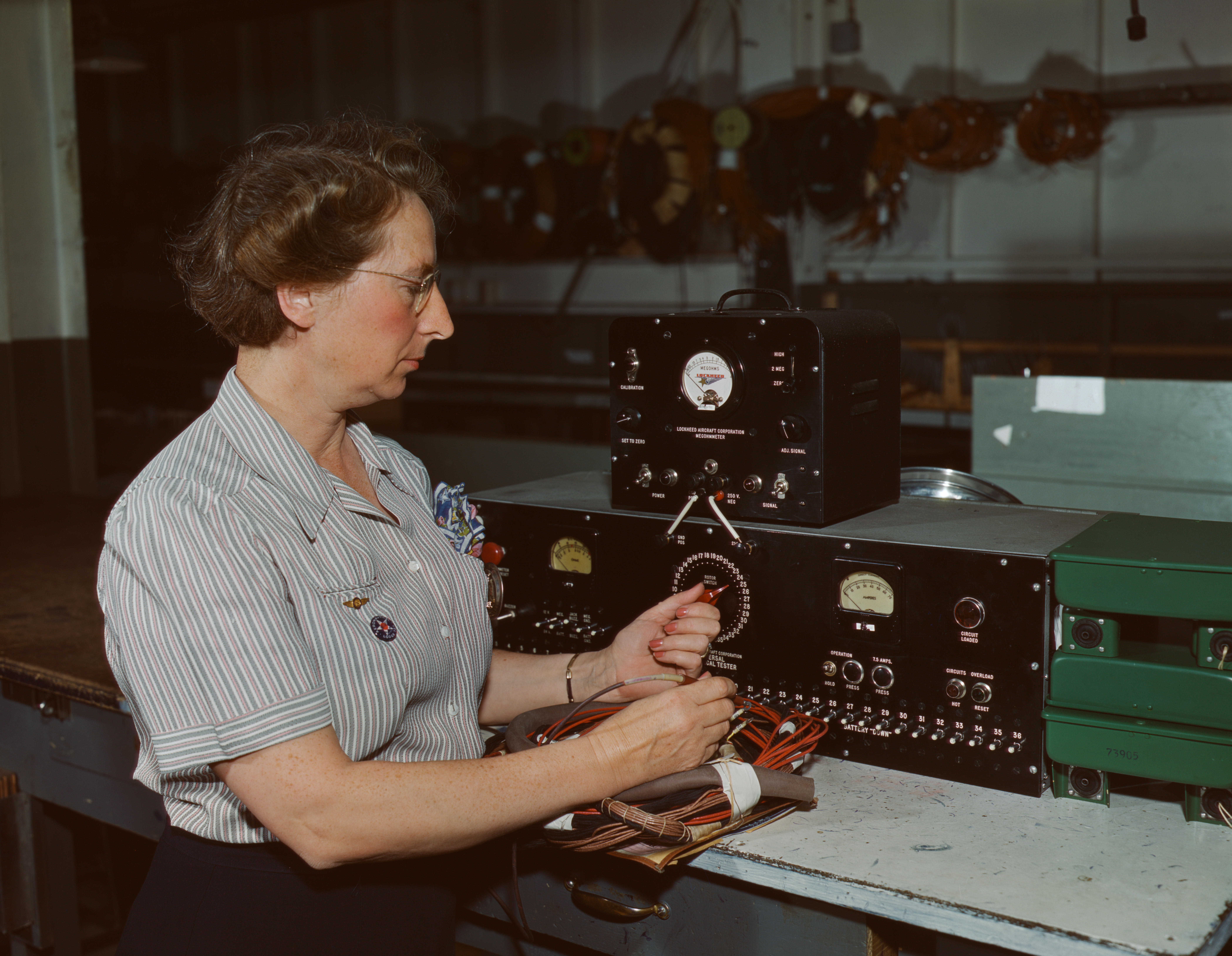
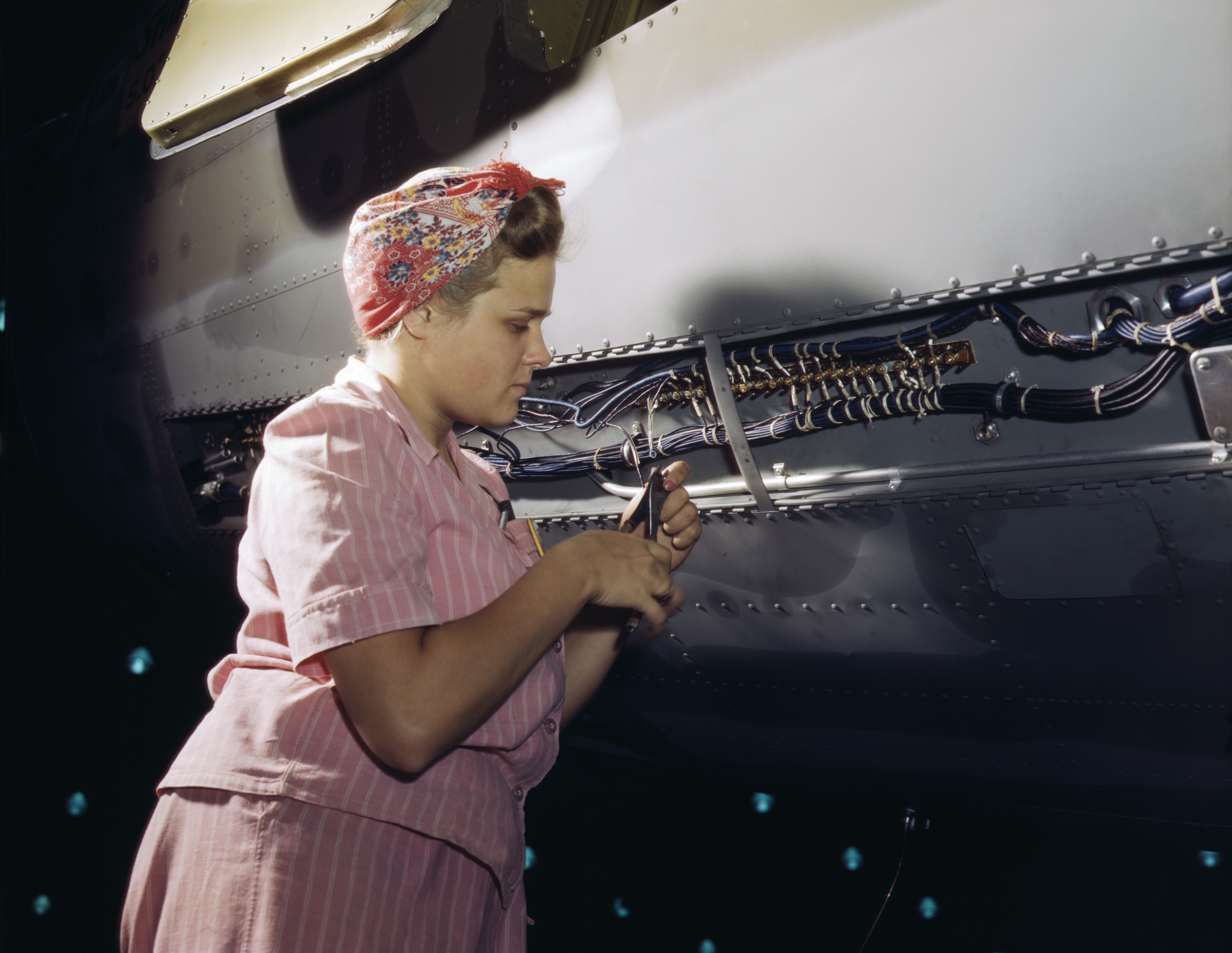
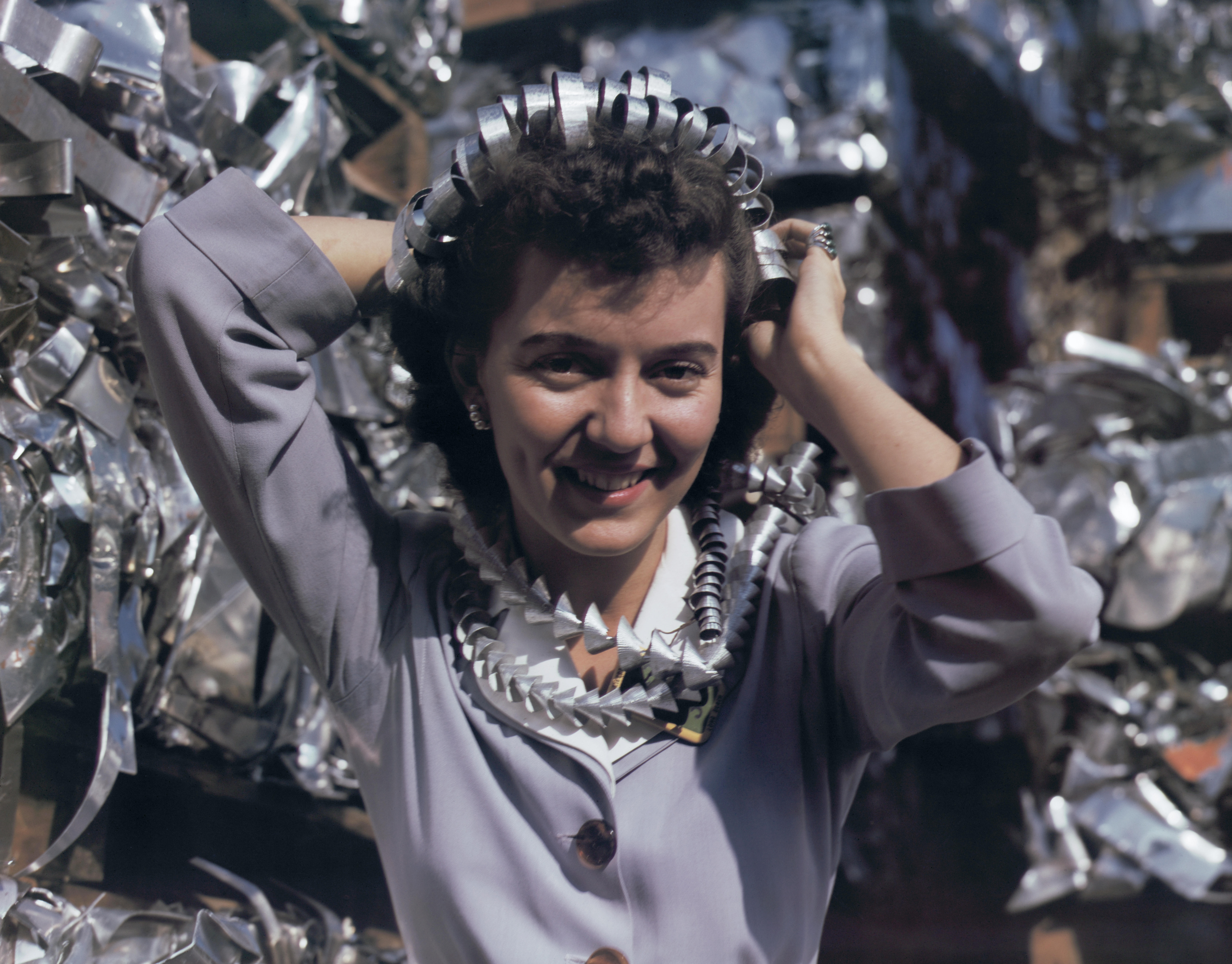
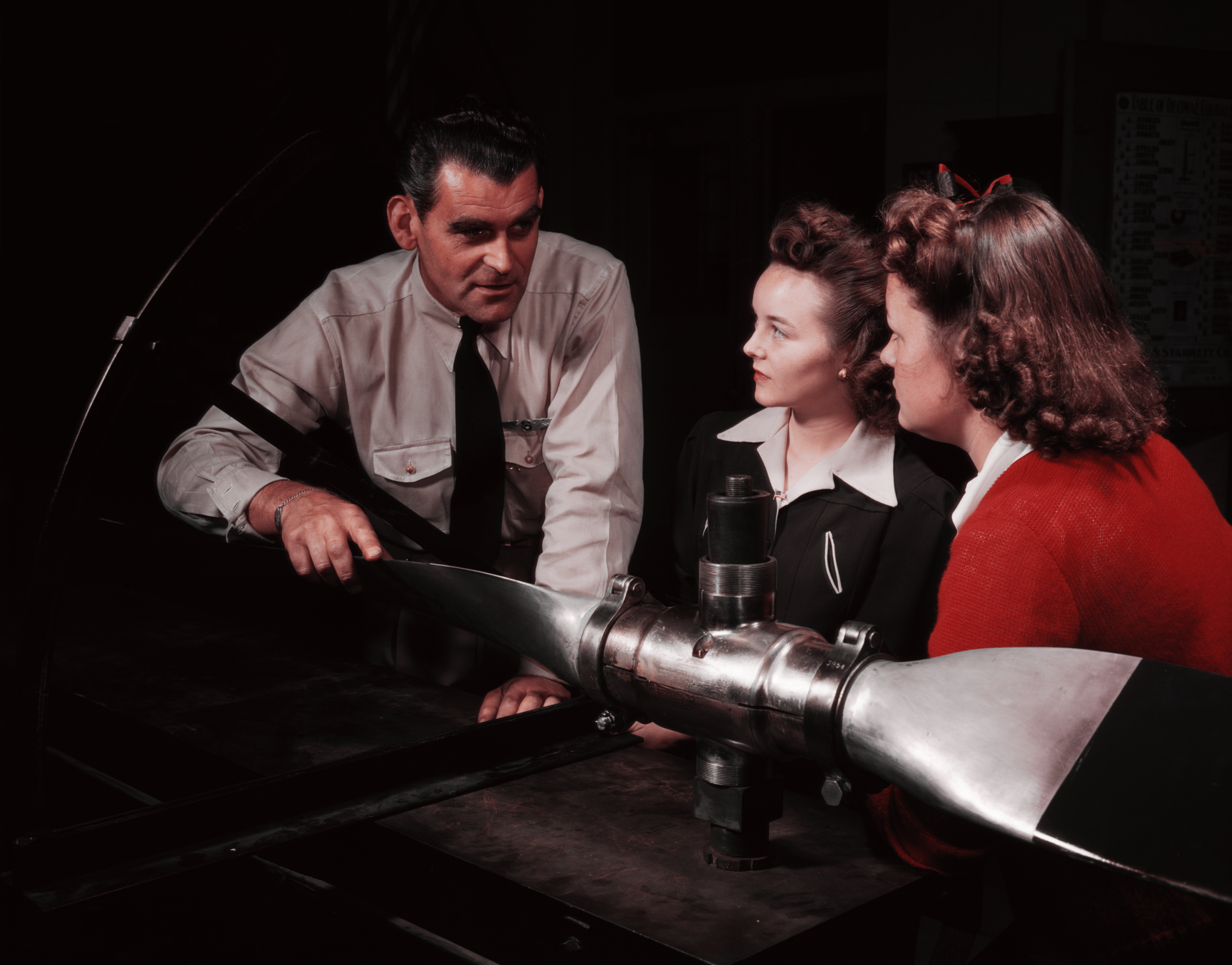
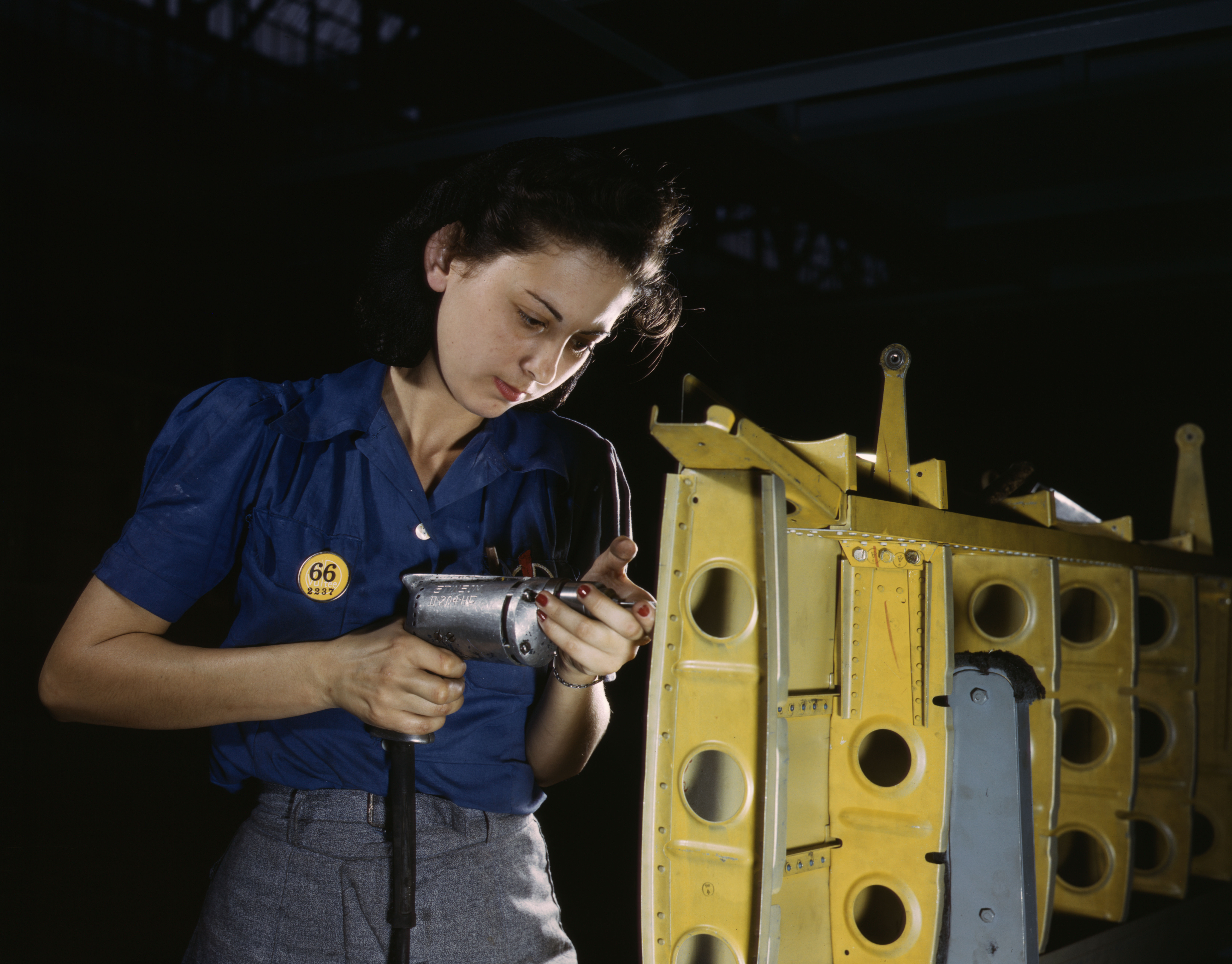
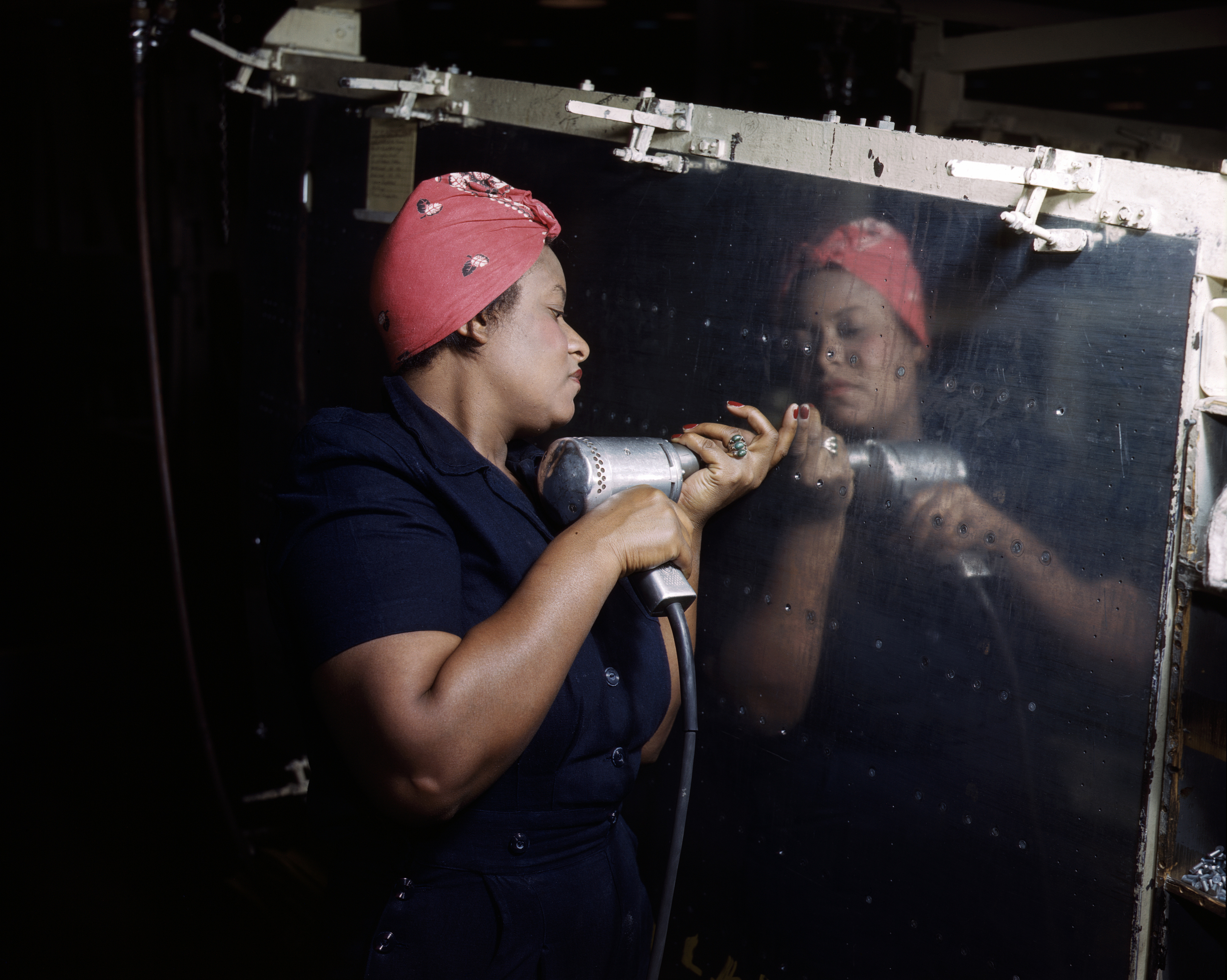
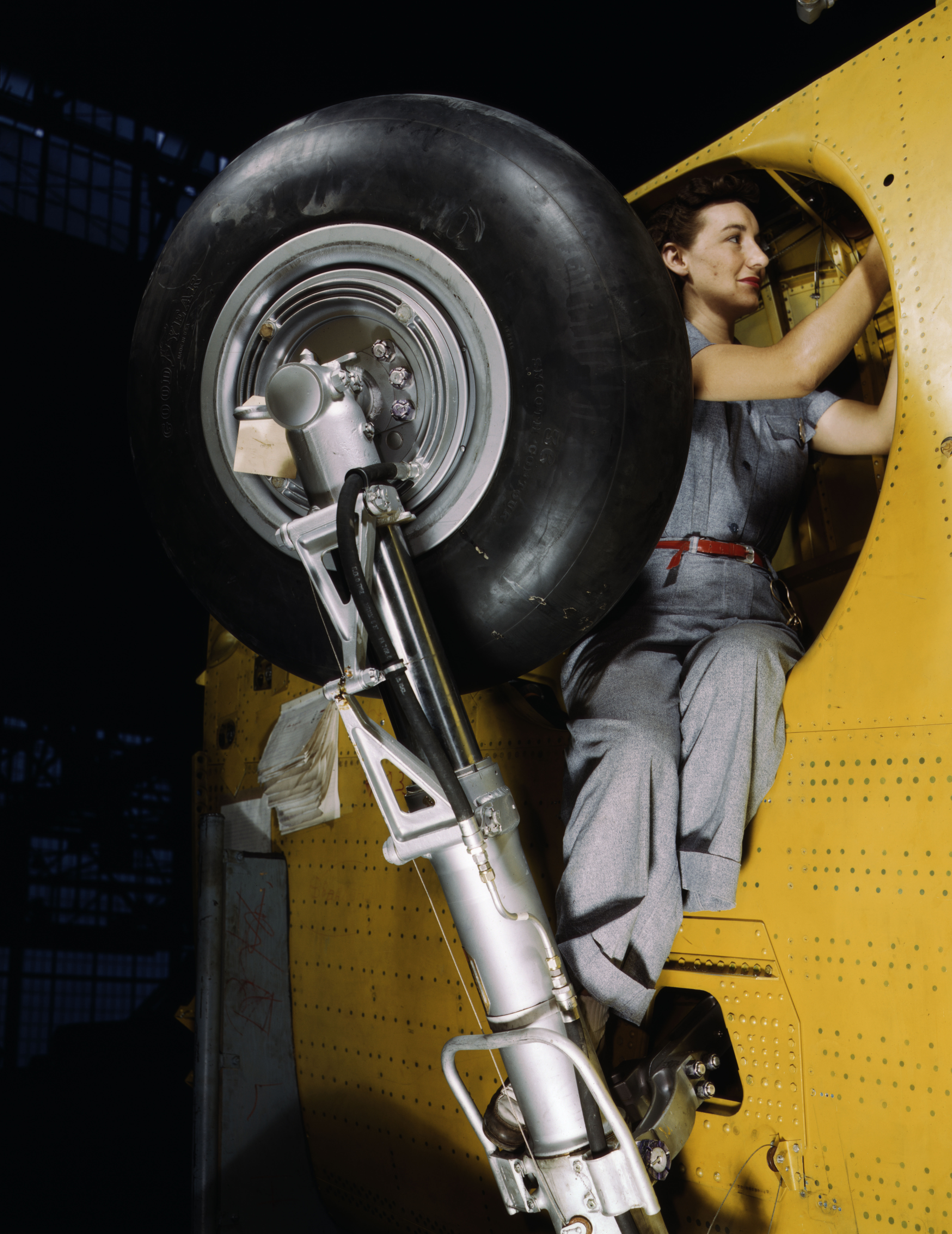
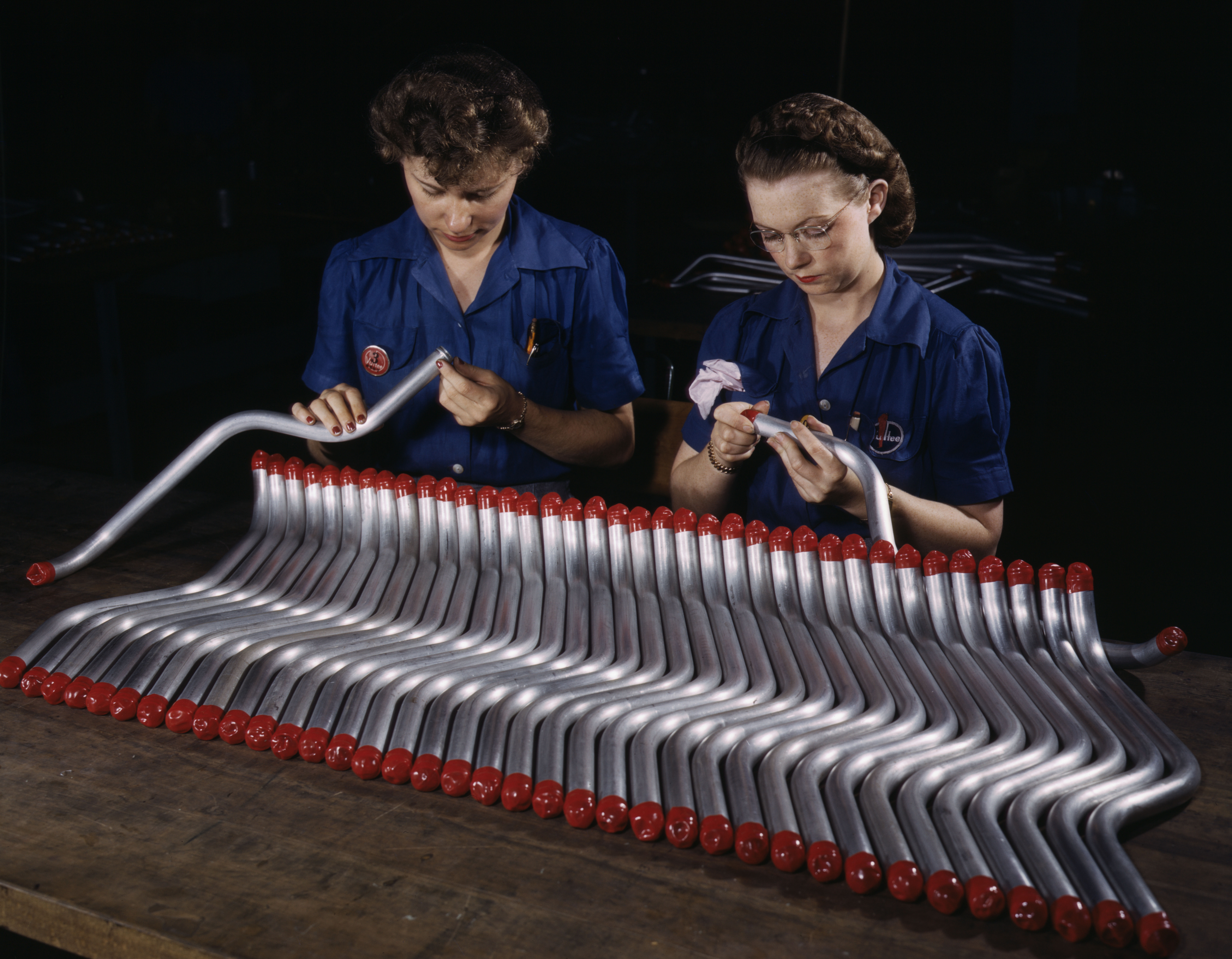